# Giorgione
Giorgio Barbarelli ou Zorzi da Vedelago ou da Castelfranco, dit Giorgione, né en 1477 à Vedelago ou Castelfranco Veneto et mort en 1510 à Venise, est le premier grand peintre vénitien du Cinquecento  et de la Haute Renaissance.
Il n'a vécu que 32 ans. Il était cependant l'un des peintres les plus célèbres à Venise, de son vivant. La plupart de ses tableaux ont été commandés par les premiers collectionneurs et le contexte intellectuel de ces personnalités cultivées, aujourd'hui mal connu, rend ces tableaux bien mystérieux.
Malgré la grande popularité de l'artiste au cours de sa vie, il est l'une des figures les plus énigmatiques de l'histoire de la peinture. Il n'a signé aucune œuvre (sauf sa Laura) et la reconstitution de son catalogue, ainsi que la détermination des significations iconographiques de nombre de celles-ci, font l'objet de nombreux débats et polémiques parmi les savants. Il a été actif sur la scène picturale vénitienne pendant un peu plus de dix ans, la marquant d'une apparition soudaine mais fulgurante, qui dans l'historiographie artistique a ensuite pris des proportions légendaires. Même en restreignant au maximum son catalogue et en minimisant les commentaires hyperboliques qui ont suivi sa mort, il est certain que son activité a certainement marqué un tournant dans la peinture vénitienne, lui donnant une orientation décisive vers la « maniera moderna ».
Giorgione a innové dans sa pratique de peintre, ce qui lui a permis de faire évoluer ses tableaux pendant leur réalisation, rendant le dessin moins contraignant. Cette pratique s'est rapidement diffusée à tous les peintres vénitiens et bien au-delà jusqu'à aujourd'hui, ouvrant la création à une plus grande spontanéité et à une plus grande recherche en matière de peinture.
On ignore tout de son patronyme : Giorgio, en vénitien Zorzo ou Zorzi, de Castelfranco Veneto, lieu de naissance. Sa maison natale a été transformée en musée, où l'une des rares œuvres qui lui sont attribuées avec certitude est exposée   la Frise des arts libéraux et mécaniques. On dit que le surnom de Giorgione (Giorgione ou Zorzon signifient Grand Georges) lui fut donné par Giorgio Vasari « pour son allure et sa grandeur d’âme », mais ce surnom était en fait probablement lié à sa stature physique ou à sa taille. Il est toujours resté un artiste insaisissable et mystérieux, à tel point qu'il est apparu à Gabriele D'Annunzio « plus comme un mythe qu'un homme ».
Les œuvres qui lui sont attribuées le sont bien rarement avec un consensus général et le catalogue raisonné établi en 1996 par Jaynie Anderson se limite à 24 tableaux à l'huile sur bois ou sur toile et deux dessins, l'un à l'encre brune et au lavis, l'autre à la sanguine.

## Biographie

### Origines
On sait très peu de choses sur sa vie ; seuls certains faits sont connus grâce à des inscriptions sur des tableaux ou à quelques documents contemporains. De plus, Giorgione ne signait pas ses œuvres. Les premières informations sur les origines du peintre remontent à des sources du XVIe siècle, qui le signalent unanimement comme étant originaire de Castelfranco Veneto, à cinquante kilomètres au nord-ouest de Venise. Enrico Maria dal Pozzolo rapporte que dans certains documents des archives historiques de la municipalité de la ville, mention est faite d'un certain Zorzi, né en 1477 ou 1478, qui en 1500 demande à la municipalité d'être exonéré de payer des impôts car il ne réside plus dans le pays. Ce Zorzi, fils du notaire Giovanni Barbarella et d'un certain Altadonna, a été identifié comme étant Giorgione. Ses dates de naissance et de mort ont été données par Giorgio Vasari dans Les Vies des meilleurs peintres, sculpteurs et architectes. La date de naissance, corrigée dans la seconde édition des Vies, serait 1478 ; cette date est cohérente avec l’activité artistique de Giorgione à la fin du XVe siècle.
Selon les historiens, Giorgione serait d’extraction très humble. Selon le professeur d'architecture de l'université de Rome « La Sapienza » Enrico Guidoni, Giorgione serait le fils du maître Segurano Cigna.
Giorgio da Castelfranco, souvent appelé dans le dialecte vénitien « Zorzo » ou « Zorzi », est mentionné comme Giorgione quelques années après sa mort, l'augmentatif était un moyen d'accentuer sa haute stature morale et physique, et depuis lors, a été utilisé comme l'appellation la plus employée pour l'identifier.

### Apprentissage et débuts

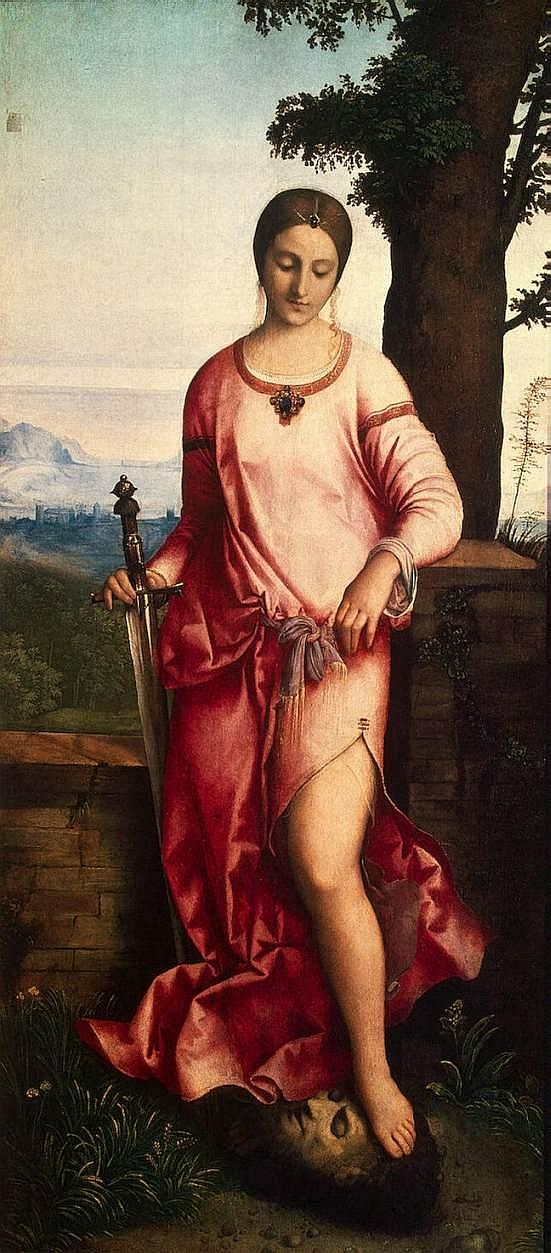
Judith, vers 1504.

Aucun document ne permet de remonter à la prime jeunesse de Giorgione. Nul ne sait exactement quand il a quitté Castelfranco, encore moins à quel stade de son éducation. On sait qu'il est arrivé très jeune à Venise, s'installant dans l'atelier de Giovanni Bellini, dont il hérite le goût de la couleur et l'attention aux paysages. Carlo Ridolfi raconte qu'à la fin de son apprentissage, il est retourné dans sa ville natale où il s'est formé à la technique de la fresque avec quelques artistes locaux et qu'il a exploité ce savoir-faire dans la lagune, se consacrant à la décoration des façades et des intérieurs de palais, à partir de sa propre résidence à Campo San Silvestro. Confirmant ce qu'écrivait Ridolfi en 1648, les historiens des XVIe et XVIIe siècles ont répertorié un grand nombre de fresques peintes par lui, qui ont toutes été perdues aujourd'hui à l'exception du Nu, sauvée en 1938, sur la façade du Fontego dei Tedeschi mais aujourd'hui presque complètement détruit.
Entre la fin du XVe et le début du XVIe siècle, il apparait à Venise parmi les nombreux « étrangers » qui ont facilement trouvé un emploi dans la ville dans le domaine pictural. Une anecdote permet de situer le jeune peintre dans la cité à la fin des années 1490. Mauro Lucco indique que les peintres vénitiens parvenaient à maturité et s'établissaient à leur compte à l'âge de 18 ans ; vers 1495 ou 96, il aurait donc réalisé ses premières peintures en toute autonomie.
Ses premiers essais, comme les tableaux de la Galerie des Offices ou La Vierge à l'Enfant dans un paysage du Musée de l'Ermitage, montrent un bon degré d'assimilation de différentes expressions. Il semble à Alessandro Ballarin, au regard des œuvres qu'il considère comme étant les premières de l'artiste, que celui-ci avait connaissance de la peinture protoclassique du Pérugin, des gravures sur bois et sur cuivre de Albrecht Dürer, des peintures « néogothiques » de Jérôme Bosch, de Lorenzo Costa, des artistes lombards, et des peintres et graveurs nordiques, qui tous étaient à Venise en 1494-96. Le passage de Léonard de Vinci dans les premiers mois de 1500 aurait été tout aussi déterminant. Pérugin est à Venise en 1494 pour une commande qu'il n'exécutera jamais, mais il en profite pour peindre un cycle narratif pour la Scuola de San Giovanni Evangelista, peut-être en 1496, des portraits et une toile perdue pour le palais des Doges. La Judith, du musée de l'Ermitage, l'une des œuvres attribuable à sa main et généralement datée de cette période, assemble des plis du drapé à la raideur toute gothique et tient une grande épée qui semble venir du répertoire du Pérugin.

### Œuvres sacrées

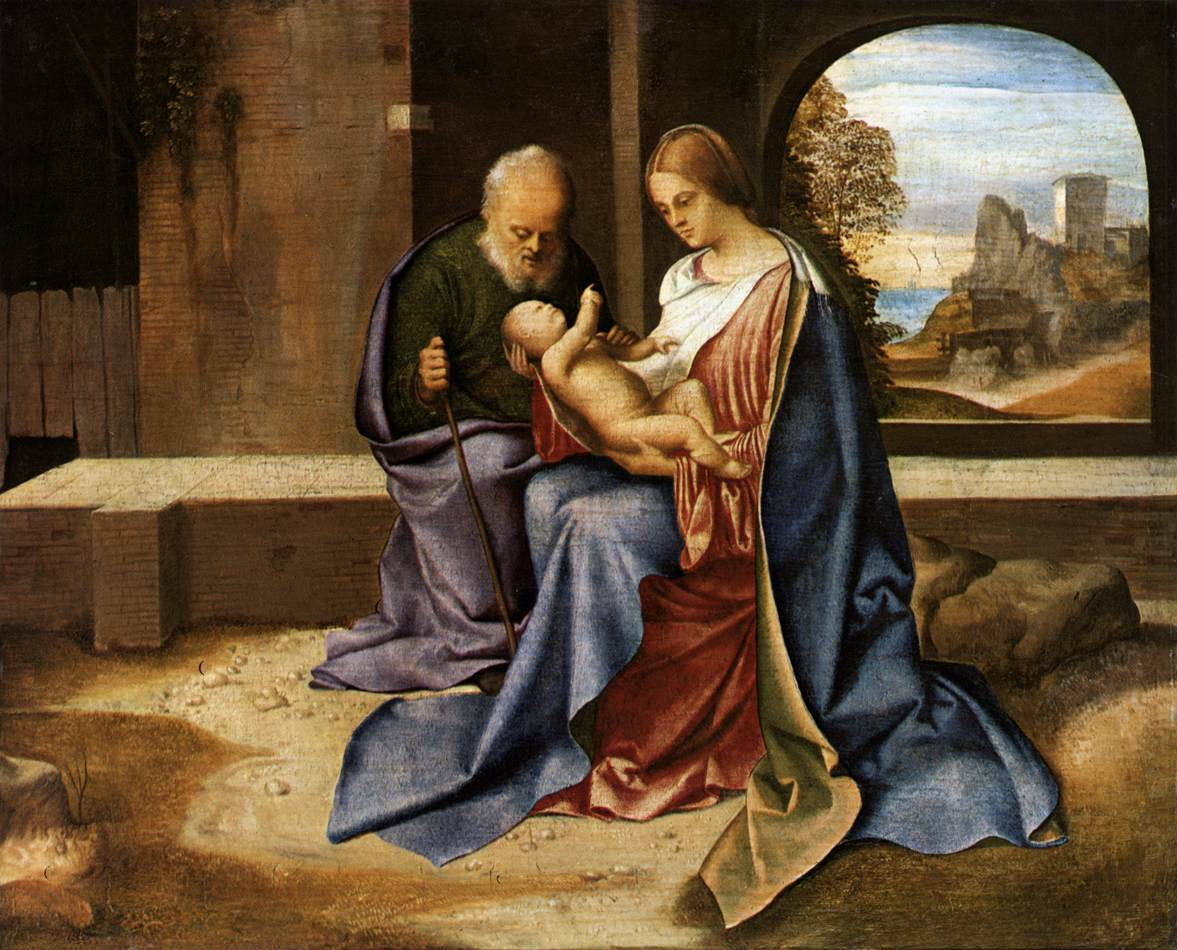
Sainte Famille Benson, vers 1500.

Les œuvres à sujet sacré se situent principalement dans ses premières années d'activité. Se réfèrent habituellement à cette période : la Sainte Famille Benson, L'Adoration des bergers Allendale, L'Adoration des mages et la Vierge à l'Enfant lisant, alors que le fragment de la Maddalena des Offices a vu son attribution rejetée. Dans ces œuvres, on note des différences fondamentales avec le principal peintre alors actif à Venise, Giovanni Bellini : si pour Bellini tout est imprégné de sacré et la création apparaît comme une manifestation divine, pour Giorgione tout a un aspect profane, avec une nature qui semble dotée de ses propres normes internes innées, dans laquelle les personnages sont immergés dans des sentiments réels et « terrestres ».

### Maturation
Les commandes des peintures de chevalet qui lui parviennent ne proviennent ni des corps religieux ni de la Sérénissime, mais plutôt à un petit cercle d'intellectuels liés à des familles patriciennes qui préfèrent, plutôt que les sujets religieux habituels, des portraits et des œuvres de petit format ayant pour sujet des images mythologiques ou allégoriques.
Il existe toutefois deux exceptions de commandes « publiques » : un telero pour la salle d'audience du palais des Doges, perdu, et la décoration à fresque de la façade de la nouvelle Fontego dei Tedeschi, qui lui fut confiée par la Seigneurie et achevée en décembre 1508. Son travail remplissait tous les espaces entre les fenêtres de la façade donnant sur le Grand Canal, où Giorgione a peint une série de nus que les contemporains rapportent comme grandioses et animés par l'utilisation d'un rouge flamboyant. Il ne reste d'eux aujourd'hui, que le dit Nu conservé dans les Galeries de l'Académie de Venise.
Il est probable que cette importante commande a été confiée à Giorgione du fait de son expérience dans le domaine des fresques et qu'elle a également constitué pour lui un signal de la possibilité de succéder à Bellini dans le rôle de peintre officiel de la Sérénissime, ce qui de toute façon ne put se produire en raison de sa mort prématurée lors de la terrible peste qui a ravagé Venise en 1510.
Au dire de Vasari, Giorgione, homme courtois, épris de conversations élégantes et de musique (il jouait des madrigaux sur son luth), fréquentait à Venise les milieux raffinés et cultivés, mais assez fermés, des Vendramin, Marcello, Venier, Contarini. Il est reconnu comme un artiste « engagé » dans le milieu de l'Aristotélisme professée à Venise et à Padoue.
Son accès aux plus célèbres commanditaires pourrait avoir été assuré par un protecteur comme Pietro Bembo, ou des Vénitiens très riches comme Taddeo Contarini ou Gabriele Vendramin. Fin octobre 1510, Isabelle d'Este, la plus ardente collectionneuse de l'Italie du Nord, écrivit à son agent vénitien pour lui demander d'acheter une Nativité de Giorgione, après le décès du peintre. Mais sa recherche ne put aboutir : le tableau, en deux versions, avait été commandé par deux autres collectionneurs vénitiens qui ne souhaitaient pas s'en séparer. Giorgione avait en effet inventé la peinture de chevalet conçue et réalisée pour le plaisir de ses commanditaires patriciens, et l'ornement de leurs studiolo. Ces nouveaux objets étaient parfois protégés par un « couvercle » peint que l'on ôtait pour les contempler en compagnie d'amis choisis.

### Le retable de Castelfranco

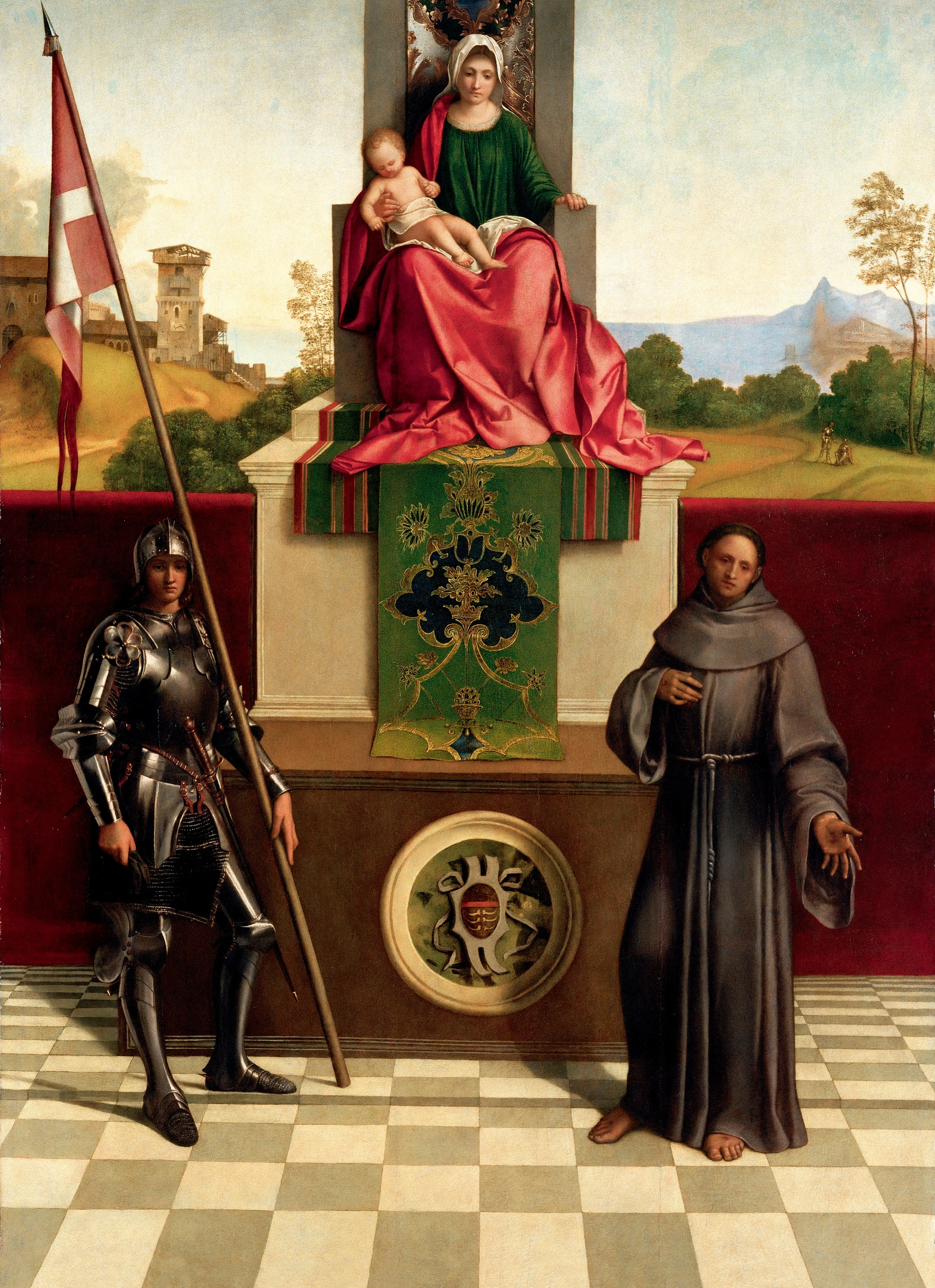
Retable de Castelfranco, bois, Duomo de Castelfranco Veneto.

Le retable de Castelfranco, l'une des rares œuvres certaines de Giorgione remonte aux environs de 1503, commandé par le condottiere Tuzio Costanzo pour la chapelle familiale de la cathédrale Santa Maria Assunta e Liberale de Castelfranco Veneto .
Tuzio Costanzo, un chef originaire de messine (« la première lance d'Italie » pour le roi de France Louis XII), s'était installé à Castelfranco en 1475, après avoir servi la reine Catherine Cornaro à Chypre, gagnant le titre de vice-roi. Le retable de Castelfranco est une œuvre de dévotion privée que Tuzio voulut d'abord pour célébrer sa famille, et plus tard en 1500, pour se souvenir de son fils Matteo, également condottiere, décédé tragiquement à Ravenne pendant la guerre pour le contrôle du Casentino, comme le rappelle le pierre tombale se trouvant aujourd'hui au pied du retable (à l'origine elle était placée sur le mur droit de la chapelle), probablement l'œuvre de Giovan Giorgio Lascaris, dit Pirgotele, un sculpteur raffiné et mystérieux, actif à Venise entre les XVe et XVIe siècles. La disparition de son fils, comme semblent le confirmer les investigations radiographiques menées sur le retable, a probablement conduit Tuzio à demander à Giorgione de modifier la structure originale de l'œuvre, avec la transformation de la base du trône en sarcophage en porphyre, sépulture royale par excellence, à l'effigie de la famille Costanzo, et avec l'accentuation de la tristesse de la Vierge. La conversation sacrée est caractérisée par le groupe de la Vierge avec l'Enfant Jésus isolé dans le ciel pour souligner la dimension divine. En arrière-plan, un paysage apparemment doux, mais marqué par les traces inquiétantes de la guerre (à droite, deux minuscules personnages sont armés, tandis qu'à gauche, un village à tourelles est en ruines) : l'arrière-plan renvoie à un moment historique précis, ou aux décennies troublées se situant entre le XVe et le XVIe siècle.
À la base, deux saints introduisent la scène : l'un d'eux est clairement identifiable comme François d'Assise, représenté avec la gestuelle par laquelle les commanditaires sont habituellement montrés (qui sont pourtant ici absents). L'identification de l'autre saint est plus complexe : l'iconographie qui fait référence aux saints guerriers est claire, comme Georges de Lydda (éponyme du peintre et dont la chapelle porte le nom), Libéral d'Altino (titulaire de la cathédrale et saint patron du diocèse de Trévise), saint Nicaise (martyr de l'ordre des chevaliers de Jérusalem, auquel appartenait également le client Tuzio Costanzo), ou enfin Florian de Lorch (vénéré entre l'Autriche et la haute Vénétie). Les deux personnages tournent leur regard vers l'observateur hypothétique, faisant le lien entre le monde réel et le monde divin.
Le retable, inspiré de Bellini, marque les débuts indépendants de Giorgione à son retour dans sa ville natale après les années passées à Venise dans l'atelier de Bellini. Il est érigé en pyramide très haute, avec la tête de la Vierge trônant au sommet et les deux saints à la base, devant un parapet ; le saint François est inspiré du Retable de Saint-Job de Giovanni Bellini.
Par rapport aux modèles lagunaires, l'artiste abandonne le fond architectural traditionnel, posant une partition originale : une moitié inférieure avec le sol en damier en perspective et un parapet rouge et lisse en toile de fond, et une moitié supérieure bleu ciel, avec un large et profond paysage, formé par la campagne et les collines. La continuité est garantie par l'utilisation parfaite de la lumière atmosphérique, qui unifie les différents plans et figures, malgré les différences entre les divers matériaux, de l'éclat de l'armure du saint guerrier à la douceur des vêtements de la Vierge. Le style du retable se caractérise par un tonalisme évident, obtenu par le chevauchement progressif des couches colorées, qui rendent le clair-obscur doux et enveloppant.
La vierge porte les trois couleurs symboliques des vertus théologales : le blanc pour la foi, le rouge pour la charité et le vert pour l'espérance.

### Giorgione et Léonard

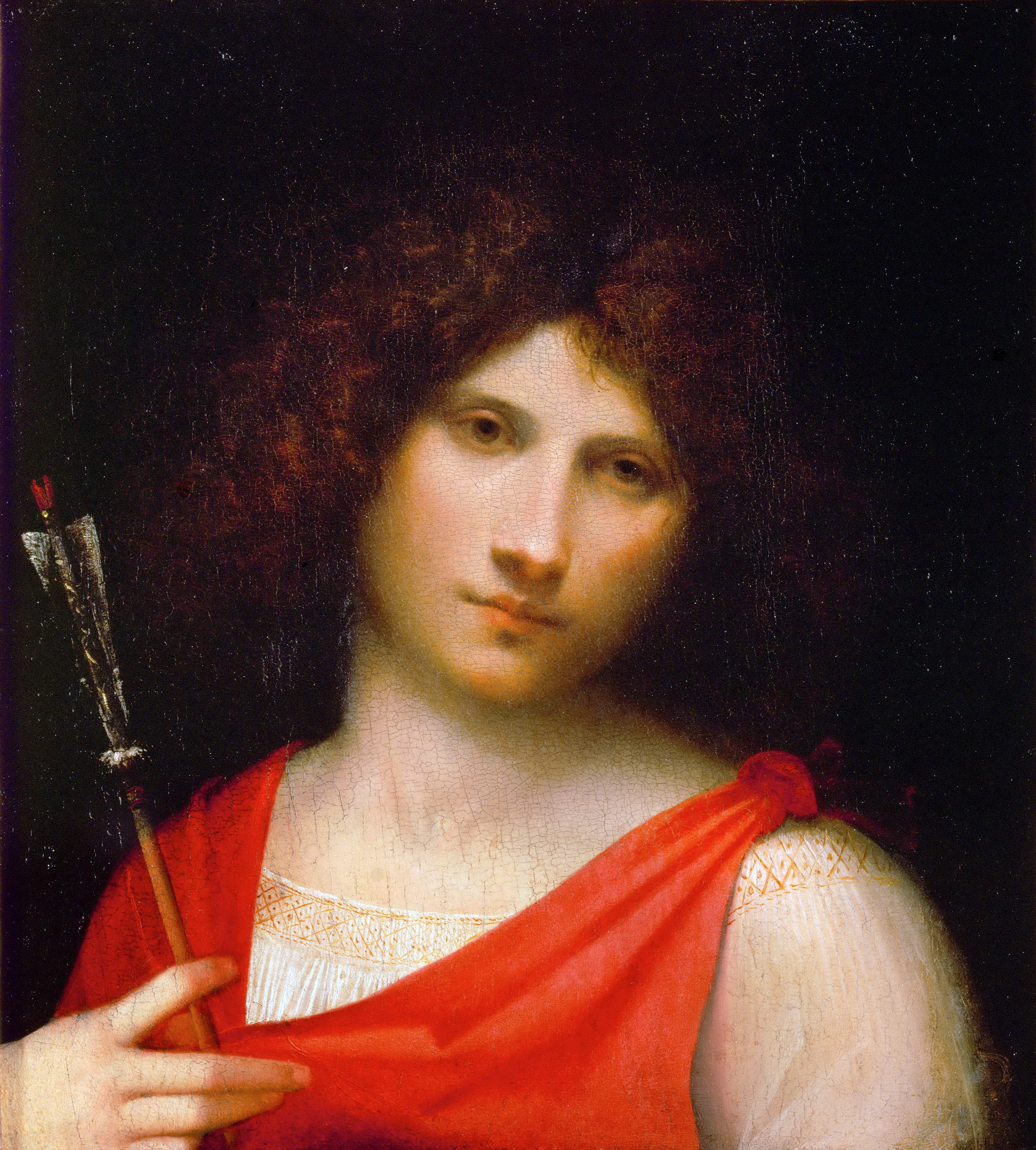
Garçon à la flèche, Huile sur bois de peuplier, vers 1505. 48 × 42 cm.

Vasari est le premier à souligner la relation entre le style de Léonard de Vinci et la « manière » de Giorgione. L'attention de Giorgione pour les paysages aurait été influencée, toujours selon Vasari, par les œuvres de Léonard de passage dans la lagune.
Le peintre toscan, fugacement à Venise en mars 1500, est surtout connu localement par le travail des Leonardeschi, comme Andrea Solari, Giovanni Agostino da Lodi et Francesco Napoletano.
Léonard de Vinci apporta au moins un dessin à Venise : le carton du portrait d'Isabelle d'Este (actuellement conservé au Louvre), mais il y en avait sans doute d'autres, et peut-être en rapport avec La Cène qu'il venait d'achever à Milan. Cet impact est particulièrement visible dans L'éducation du jeune Marc Aurèle. Giorgione essaie alors d'imiter le « sfumato » du maître et délaisse ses recherches sur l'effet des couleurs compactes denses et veloutées. Il tente au contraire dans ce tableau de rendre le « flou » atmosphérique employant , une texture très légère, fluide, avec une très faible quantité de pigments dilués dans beaucoup d'huile.
Dans des œuvres telles que le Garçon à la flèche, Les Trois âges de l'homme ou le Portrait d'un jeune homme de Budapest, montrent un approfondissement psychologique et une plus grande sensibilité aux jeux de lumière dérivés de Léonard .

### La «Maniera Moderna»

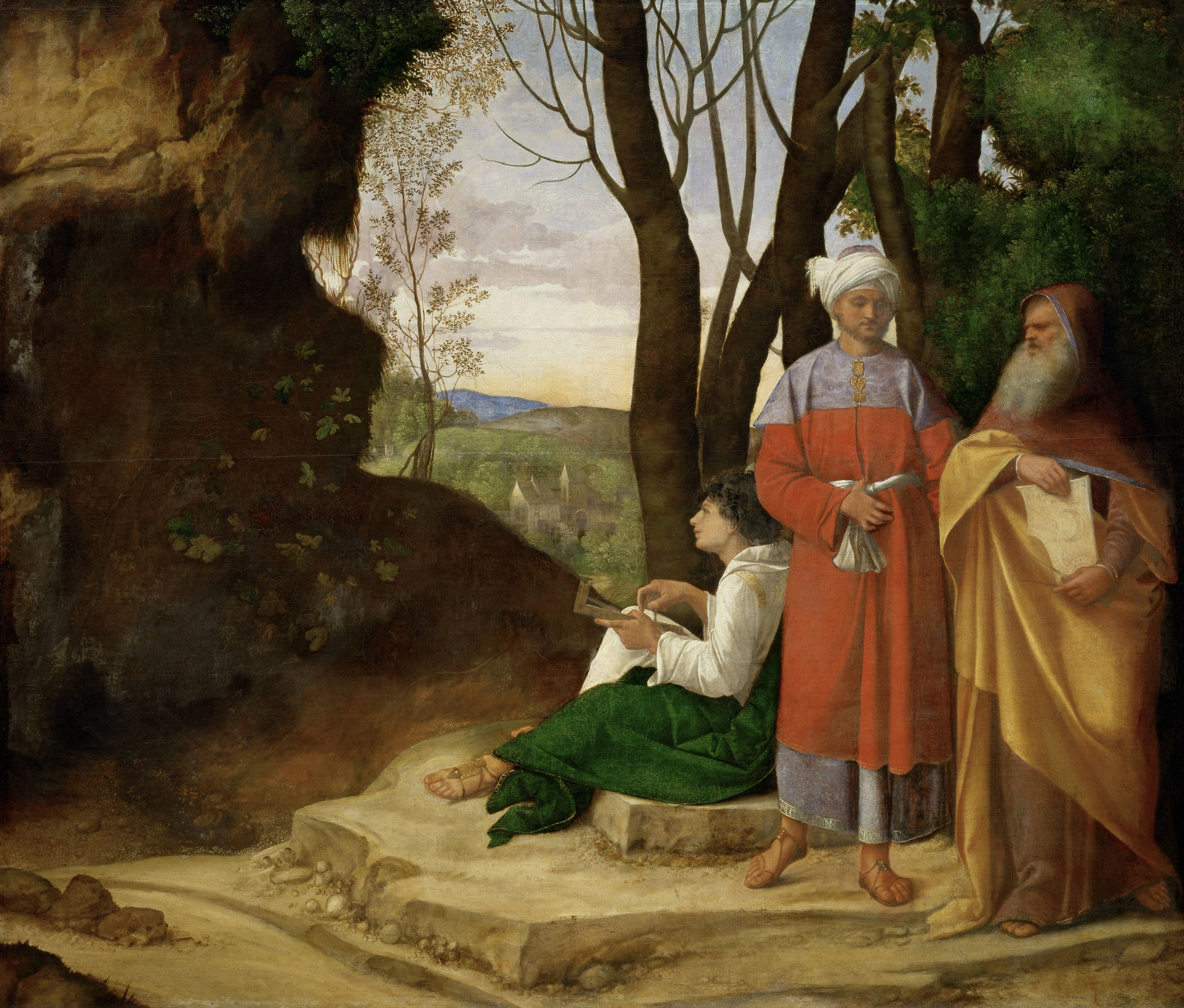
Trois philosophes, 1508-1509, huile sur toile, 123,5x144,5cm, Vienne, Kunsthistorisches Museum.

Il n'est pas improbable que Giorgione ait fréquenté au début du XVIe siècle la cour d'Asolo de Catherine Cornaro, la reine détrônée de Chypre, qui avait réuni autour d'elle un cercle d'intellectuels. Des œuvres telles que le Double Portrait, ont été rapprochées des discussions sur l'amour des Gli Asolani de Pietro Bembo, que Giorgione a probablement rencontré à Asolo et qui, dans ces années, publie à Venise son traité platonicien. Le Portrait de guerrier avec son écuyer des Offices semble liés aux événements de la cour. Ces œuvres ont été supprimées ou réaffectées à plusieurs reprises au catalogue de Giorgione. Ce dernier médite longuement sur les thèmes de ses peintures et les remplit de significations bibliques, historiques et littéraires. Giulio Carlo Argan souligne l'attitude platonicienne du peintre, greffée sur la culture aristotélicienne de l'atelier de Padoue.
Dans la lettre bien connue de l'agent d'Isabelle d'Este de 1510, il apparait que le noble Taddeo Contarini et le citoyen Vittorio Bechario possèdent des œuvres du peintre et que pour rien au monde ils s'en sépareraient car elles avaient été commandées et réalisées de façon à satisfaire leurs goûts personnels : les œuvres de Giorgione étaient rares et convoitées, et les clients participaient au choix des sujets. Une liste des œuvres de Giorgione, avec leurs propriétaires respectifs de Padoue et de Venise, se trouve également dans la liste de Marcantonio Michiel, publiée entre 1525 et 1543.
Au cours de ces années, Giorgione se consacre à des thèmes tels que le paragone, dont il reste des œuvres de ses élèves inspirées de ses originaux perdus, et au paysage. Si quelques œuvres sont d'attribution douteuse, probablement d'artistes de son cercle, comme les « Paesetti » (Musée civique de Padoue, National Gallery of Art et The Phillips Collection), il demeure surtout quelques chefs-d'œuvre incontestés comme le Coucher de soleil et la fameuse Tempête. Ce sont des œuvres au sens insaisissable, dans lesquelles les personnages sont réduits à des figures dans un paysage arcadien, plein de valeurs atmosphériques et lumineuses liées à l'heure du jour et aux conditions météorologiques. Ces œuvres montrent des influences de la nouvelle sensibilité de l'École du Danube, mais elles s'en écartent aussi, donnant une interprétation italienne moins agitée, plus équilibrée. La toile dite des Trois Philosophes, qui remonte également aux environs de 1505, présente des significations allégoriques complexes, pas encore complètement expliquées. La difficulté d'interprétation est liée aux demandes complexes des clients, riches et raffinés, qui voulaient des œuvres mystérieuses, remplies de symbolisme. Les figures sont construites pour les couleurs et les masses, pas pour les lignes ; celles contrastées séparent les personnages de l'arrière-plan, créant une impression de balayage spatial.
Il faut attendre 1506 pour retrouver le premier et unique autographe daté de Giorgione : le portrait d'une jeune femme nommée Laura, conservé au Musée d'Histoire de l'art de Vienne, stylistiquement proche du portrait de La Vieille.

### La Tempête

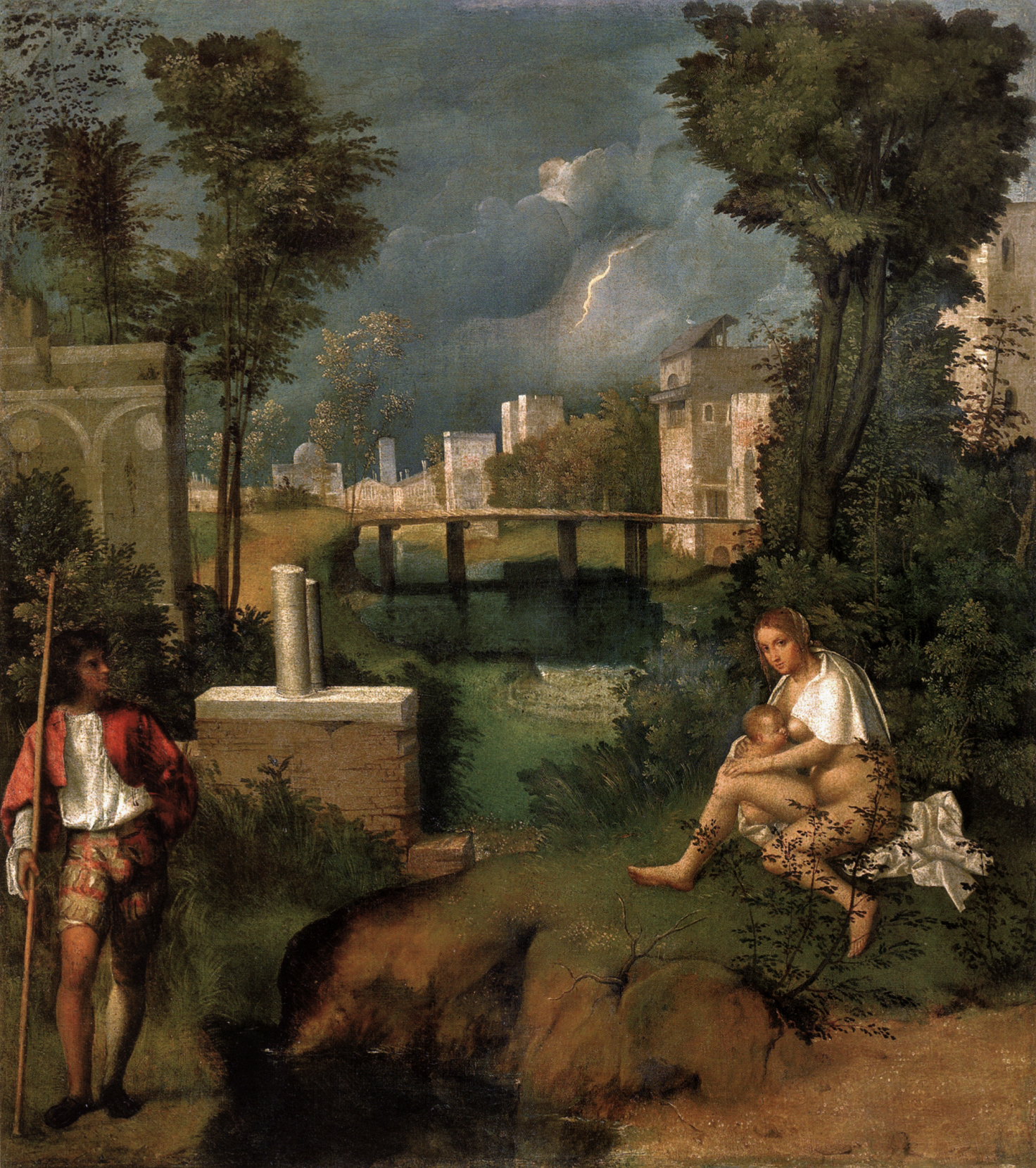
La Tempête, vers.1510. Huile / toile,.
Gallerie dell'Accademia, Venise, Italie

La Tempête, dite aussi L'Orage (v. 1507 ?) est une toile appartenant aux poesie (poesia), genre élaboré à Venise à la charnière du XVe et du XVIe siècle.
C'est, pour la première fois dans l'histoire de la peinture occidentale, essentiellement un paysage où l'espace réservé aux personnages est secondaire comparé à l'espace réservé à la nature.
Le personnage qui tient un bâton, à gauche, semble représenter un berger et non un soldat comme Marcantonio Michiel l'avait interprété en 1530 dans la demeure de Gabriel Vendramin, le commanditaire. Ce berger serait plus en accord avec le mouvement pastoral qui marque la poésie italienne de l'époque. Le sujet ne correspondrait donc pas à un texte écrit mais associerait des sources disparates sur un mode lyrique. Le défi pour le poète est alors de surpasser ses prototypes par l'étendue des effets poétiques que sa création engendre. Et c'est effectivement ce que La Tempête soulève chez ceux qui la regardent d'aujourd'hui.
Le tableau semble avoir subi une lente élaboration car la radiographie révèle un important repentir : le personnage d'une femme nue aux pieds dans l'eau, en bas à gauche, a été effacé. Par cette maturation de l'idée sur la toile Giorgione confirme son opposition vénitienne aux pratiques florentines, Florence étant adepte du dessin préparatoire à l'œuvre.
Giorgione a peint sur la droite une femme qui allaite un enfant et, sur la gauche, se trouve un homme debout qui les regarde. Il n'existe aucun dialogue entre eux. Ils sont tous deux séparés par un petit ruisseau et des ruines. Dans le fond, on aperçoit une ville sur laquelle un orage éclate. Un éclair traverse le ciel couvert.
Personne ne peut prétendre, aujourd'hui, détenir la signification que ce tableau avait pour le peintre et dans le cercle de ses proches ; comme pour beaucoup de ses œuvres, Giorgione lui donne un sens qui nous est inaccessible avec certitude aujourd'hui. Mais la recherche, de plus en plus érudite, nous propose de nouvelles lectures, comme celle de Jaynie Anderson, dans son catalogue raisonné.

### LeFontego dei Tedeschi

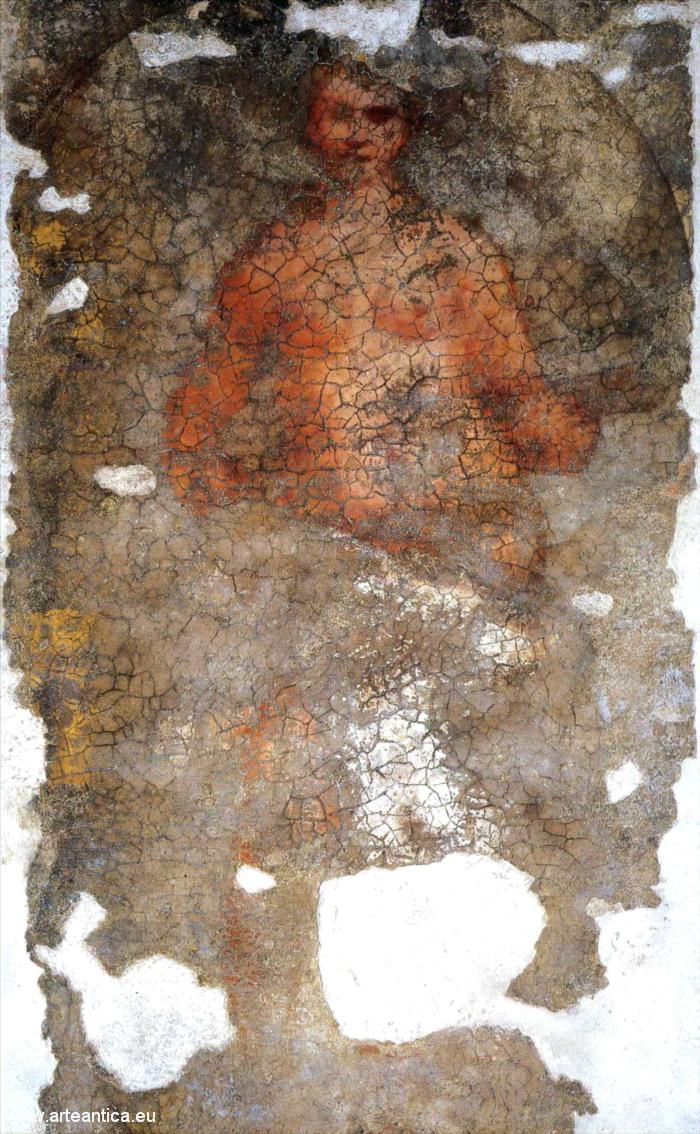
Nu.

Dans la nuit du 27 au 28 janvier 1505, le bâtiment du XIIIe siècle du Fontego dei Tedeschi, siège commercial des allemands à Venise, est incendié. Le Sénat vénitien approuve en moins de cinq mois un projet pour un bâtiment plus grand et plus monumental, qui est construit vers 1508. Cette année-là, une dispute sur un paiement, une commission spéciale, formée par Vittore Carpaccio, Lazzaro Bastiani et Vittore di Matteo ayant décidé de payer à Giorgione 130 ducats et non 150 comme convenu, confirme qu'à ce moment, les fresques des murs extérieurs devaient être achevées, confiées à Giorgione et à son jeune élève Titien qui, selon Vasari, sont également aidés par Morto da Feltre qui pourtant se bornait généralement à faire « les ornements de l'ouvrage ». On peut se demander comment un peintre encore peu connu à Venise et qui venait d'arriver de Florence (plus tard ami et compagnon de Giorgione) fait partie de l'équipe. Selon Vasari, Morto est celui qui a su recréer le style des grotesques. Par grotesque, Vasari entendait à la fois les décors alambiqués et les scènes aux paysages et figures idylliques de la peinture romaine antique qui étaient constitués de couleurs juxtaposées, pouvant se rapprocher du style de l'impressionnisme du XIXe siècle. Morto s'est consacré à cette étude d'abord à la Domus aurea de Rome puis à Tivoli et à Naples, et est devenu célèbre pour son talent en la matière. Ce n'est en fait que sous terre (dans les « grottes ») que les couleurs et les formes des fresques romaines ont survécu au passage du temps et aux intempéries. On peut suggérer que la peinture vénitienne est l'héritière légitime de l'antique peinture romaine. Le nouveau style s'est aussi répandu à Venise parce qu'il fait revivre la peinture ancienne, la sculpture et l'architecture classique qui utilisaient des matériaux beaucoup plus résistants que la peinture et étaient déjà « renaissants ». Même Durer se plaignait de ne pas être assez apprécié des Vénitiens pour ne pas peindre à la « nouvelle mode ». Giorgione a eu le privilège d'observer de près Morto sur l'échafaudage du Fontego et a compris sa conception innovante sans avoir à se rendre personnellement à Rome, et l'a gardé proche de lui.
Vasari a vu les fresques dans leur splendeur et, même sans pouvoir en déchiffrer le sens, les a beaucoup louées pour leurs proportions et la couleur « très vive » qui les faisaient paraître « dessinées sous le signe des êtres vivants, et non en imitation, quelle que soit la manière ». Endommagées par les agents atmosphériques, le climat humide et la lagune saumâtre, elles sont finalement détachées au XIXe siècle et transférées dans des musées, le Ca' d'Oro et les Galeries de l'Académie de Venise. Le Nu de Giorgione se trouve dans ce dernier musée, où malgré le mauvais état de conservation, on peut encore apprécier l'étude sur la proportion idéale, thème très en vogue à l'époque, inspiré de la statuaire classique et traité en peinture en ces mêmes années aussi par Albrecht Dürer. La vivacité chromatique est encore perceptible, donnant à la chair de la figure la chaleur d'un être vivant.
Certaines des meilleures œuvres de Giorgione en tant que coloriste sont attribuées à cette période, comme le Portrait d'homme Terris.

### LaVénus endormie

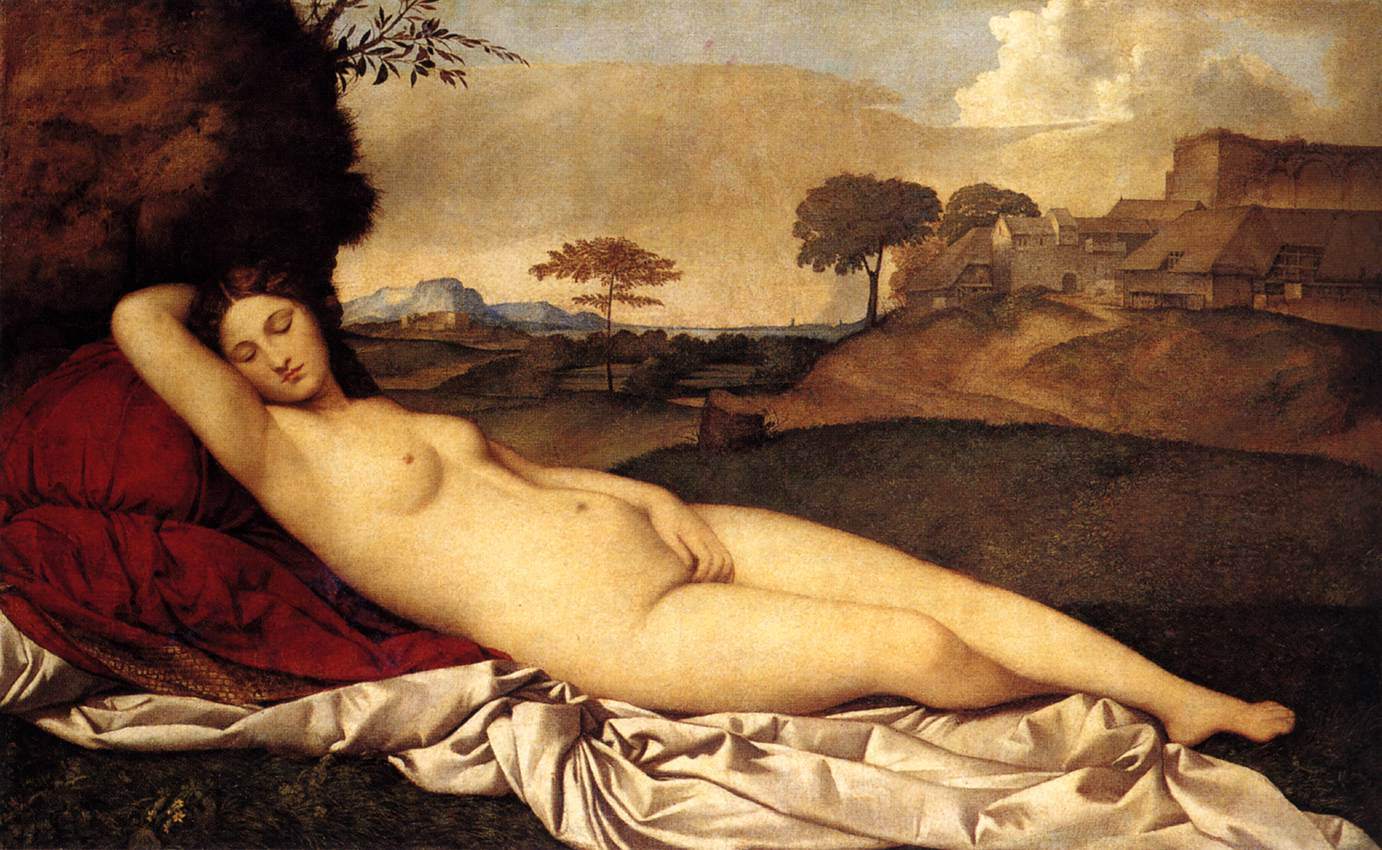
Giorgione et Titien, Vénus endormie, vers 1508, huile sur toile, 108x175 cm. Dresde, Gemäldegalerie.

Vers 1508, Giorgione peint la Vénus endormie pour Girolamo Marcello, une huile sur toile qui représente la déesse dormant détendue sur une pelouse, inconsciente de sa beauté. Il est probable que Titien soit intervenu sur ce tableau qui, encore jeune, aurait créé le paysage en arrière-plan et un cupidon entre les jambes de Vénus.
Lors d'une restauration dans les années 1800, le cupidon a été effacé compte tenu de son mauvais état, et n'est désormais visible que par radiographie. Selon son témoignage, Marcantonio Michiel, en 1522, a eu l'occasion de voir dans la maison de Girolamo Marcello, une Vénus nue avec un putto qui « fait à la main de Zorzo de Castelfranco, mais la ville et Cupidine ont été achevés par Titien ».
Actuellement l'œuvre est visible à Dresde à la Gemäldegalerie Alte Meister ; le même thème (la représentation de Vénus) sera repris plusieurs fois par Titien : la pose de la Vénus d'Urbin, datée de 1538, présente la plus forte analogie avec celle de Giorgione.

### Dernière étape

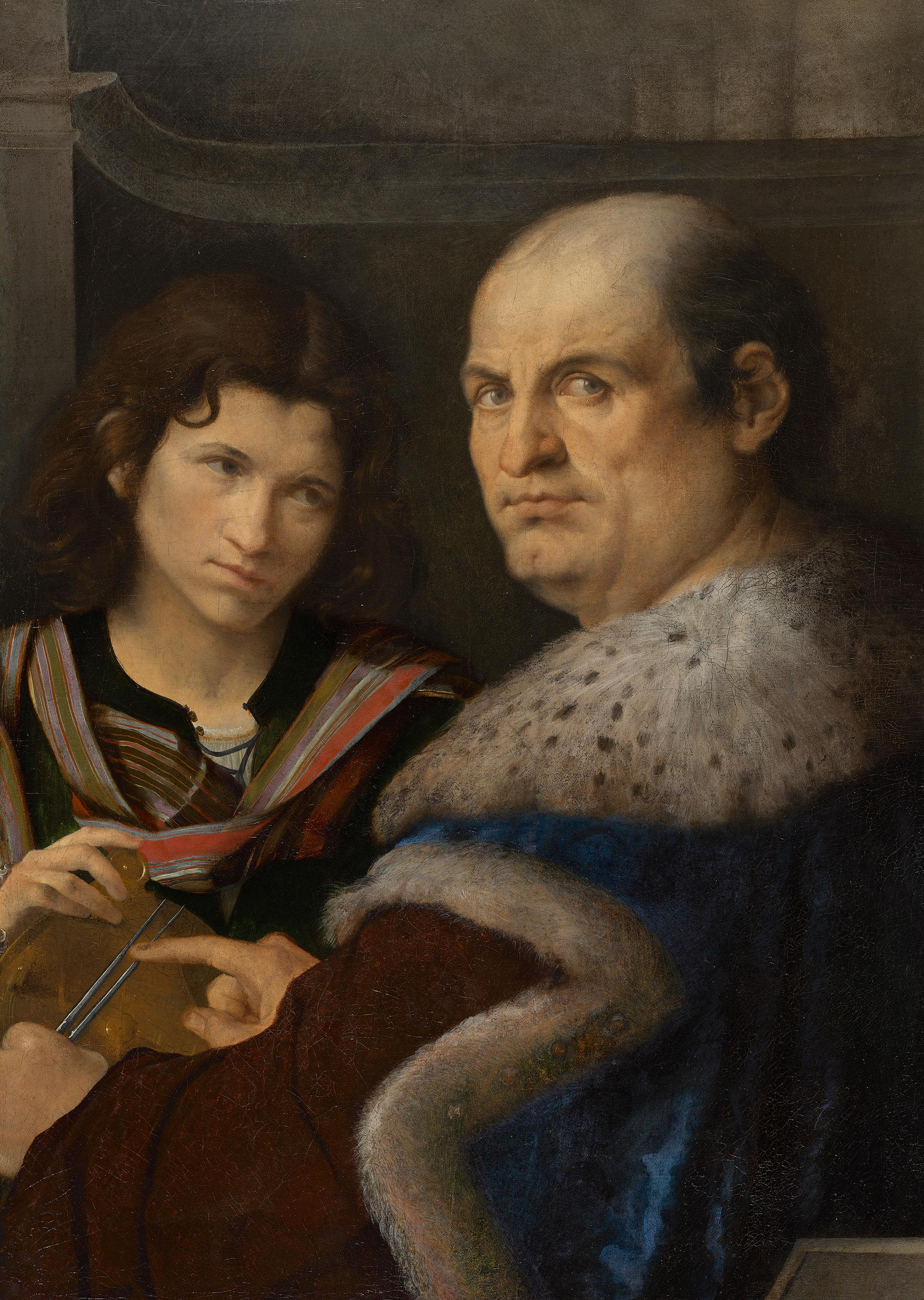
Portrait de Giovanni Borgherini et de Trifone Gabriele

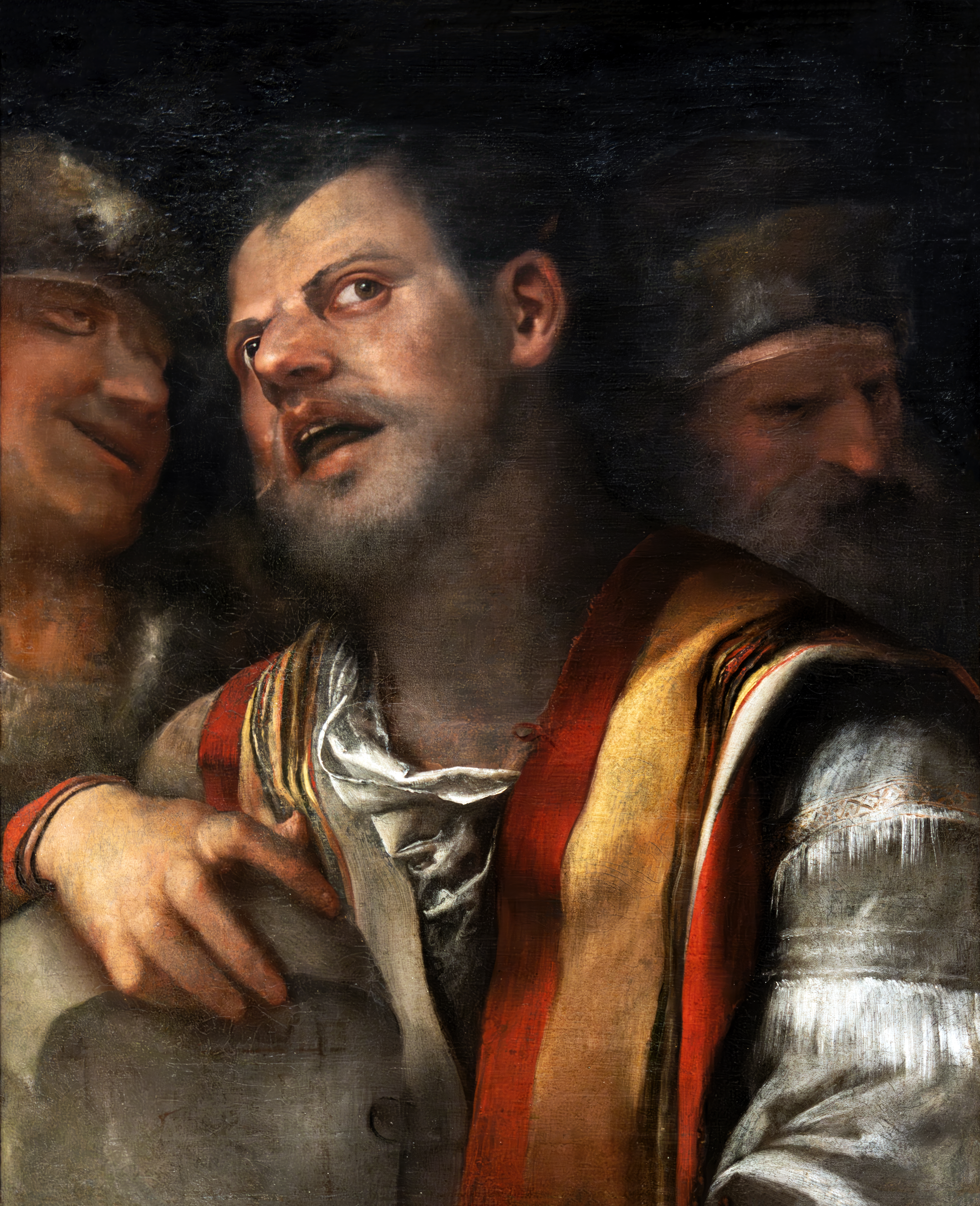
Le Concert

La dernière phase de la production du peintre montre des œuvres de plus en plus énigmatiques, caractérisées par une approche de plus en plus libre, avec de la couleur et des nuances flamboyantes. L'ensemble des dernières toiles de Giorgione, dont le controversé Christ portant la croix, le Concert, le Chanteur passionné et le Joueur de flûte, a été décrit par le grand historien de l'art Roberto Longhi comme un « tissu mystérieux » qui mélange la chair des protagonistes avec les objets de la composition.
Le Portrait de Giovanni Borgherini et de Trifone Gabriele (1509-1510) est aujourd'hui attribué à Giorgione, selon l’Alte Pinakothek de Munich. L'œuvre est signalée par Giorgio Vasari qui dit l'avoir vue dans le palais de la famille Borgherini à Florence et la mentionne dans la deuxième édition de son ouvrage Les Vies des meilleurs peintres, sculpteurs et architectes de 1568. Les analyses des spécialistes font apparaitre trois compositions sous-jacentes représentant des scènes bibliques, un paysage arcadien, et des portraits comportant des motifs ornementaux des tissus de l’Espagne mauresque.

### Mort
Giorgione meurt à Venise à l'automne 1510, lors d'une épidémie de peste. Un document retrouvé récemment, bien que ne portant pas la date précise du décès, atteste le lieu : l'île de Lazzaretto Nuovo, où les personnes touchées par la maladie, ou considérées comme telles, étaient mises en quarantaine et les marchandises contaminées déposées. Plusieurs sources parlent plutôt explicitement de l'île de Poveglia.
Selon Vasari, Giorgione avait été infecté par sa maîtresse, décédée en 1511, mais cela doit être inexact puisqu'en 1510, une lettre envoyée à la marquise de Mantoue Isabelle d'Este par son agent à Venise Taddeo Albano, mentionne le peintre comme récemment expiré ; la marquise voulait lui commander une œuvre pour son studiolo, mais dut « se rabattre » sur Lorenzo Costa.
Son caractère raffiné et poétique place Giorgione dans l'orbite du Cinquecento de Raphaël : outre peintre de génie, il est aussi poète, musicien, homme du monde, traits essentiels de l'homme du nouveau siècle. Titien hérite de ses tableaux inachevés, mais aussi de la position que sa mort prématurée laisse vacante à Venise.

## Élèves majeurs

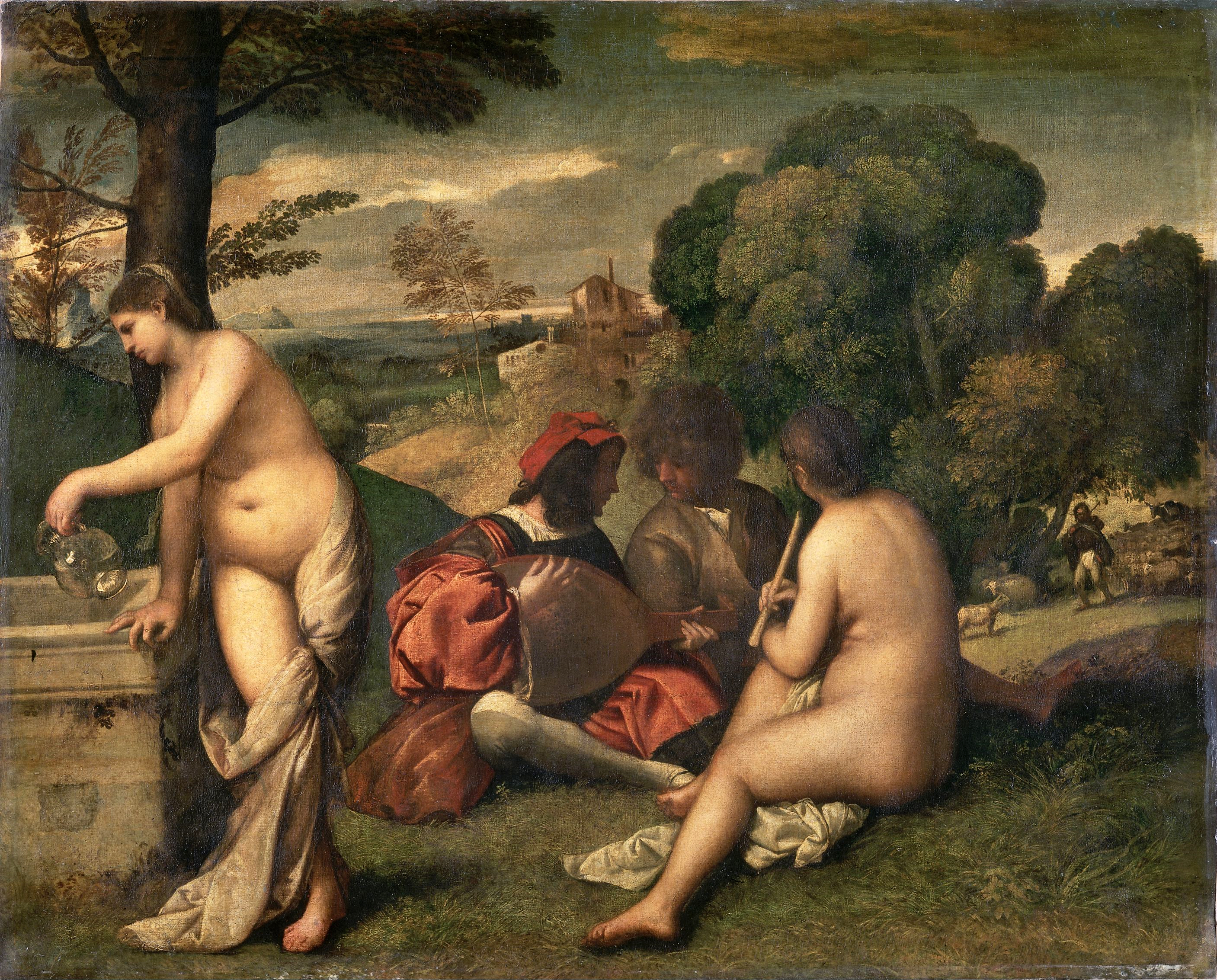
Giorgione ou Titien, Le Concert champêtre.

Selon les mots de Vasari, la mort prématurée de Giorgione a été en partie rendue moins amère en laissant derrière elle deux « créations » exceptionnelles, Titien et Sebastiano del Piombo. Le premier commence sa collaboration avec Giorgione à l'époque des fresques du Fondego dei Tedeschi, vers 1508, et son premier style est si proche de celui du maître qu'après sa mort, la finition des œuvres inachevées et la limite attributive exacte entre l'un et l'autre, demeurent parmi les questions les plus débattues de l'art vénitien du XVIe siècle.
Les deux, qui partageaient aussi la clientèle d'élite, les sujets, les thèmes, les poses et les coupes compositionnelles, se distinguent par une plus grande audace dans le travail du jeune Titien, avec des niveaux de couleurs plus intenses et un contraste plus décisif entre la lumière et l'ombre. Dans les portraits, Titien s'inspire du maître, mais il agrandit l'échelle des figures et amplifie le sens de la participation vitale, en contraste avec la contemplation rêveuse de Giorgione. Parmi les œuvres d'attribution contestées entre les deux figurent au musée du Louvre, Le Concert champêtre, et l'Homme avec un livre de la National Gallery of Art de Washington.
Sebastiano del Piombo a également terminé certaines des œuvres laissées inachevées par le maître, telles que Les Trois Philosophes. Fra' Sebastiano a emprunté les compositions des œuvres à Giorgione, mais dès le début, il s'est distingué par une plasticité plus robuste, qui s'est ensuite pleinement manifestée dans ses œuvres de maturité, demeurant toujours liée à une « façon de coloration très douce ». La Conversation sacrée des Galeries de l'Académie  de Venise figure parmi les œuvres contestées entre les deux.

## Les «Giorgioneschi»
Contrairement à ses autres confrères, Giorgione ne disposait pas d'un véritable atelier, où il pouvait instruire des apprentis en leur confiant les parties les plus basiques de l'exécution des tableaux. Cela était peut-être dû à sa clientèle particulière qui lui demandait principalement des œuvres de petit format et de grande qualité.
Malgré cela, son style a eu une résonance immédiate, ce qui lui a garanti une diffusion rapide dans la région de la Vénétie, même sans un groupe de collaborateurs directs pour travailler avec lui, comme cela s'est produit par exemple avec Raphaël. Un groupe de peintres anonymes et quelques peintres qui ont eu plus tard une carrière fulgurante ont adhéré à sa manière.
Les « giorgioneschi » caractérisent leurs œuvres avec des couleurs qui recréent des effets atmosphériques et de tonalité, avec des iconographies dérivées de ses œuvres, en particulier celles de petite et moyenne taille des collections privées. Parmi les thèmes giorgionesques, prédominent le portrait, individuel ou de groupe, avec un intérêt psychologique profond, et le paysage, qui, bien que pas encore considéré comme digne d'un genre indépendant, a désormais acquis une importance fondamentale, en harmonie avec les figures humaines.
Giovanni Bellini lui-même, le plus grand maître actif à Venise à cette époque, a retravaillé les stimuli de Giorgione dans sa dernière production. Parmi les maîtres les plus importants qui ont été influencés, surtout dans leur phase de formation, en plus de ceux déjà mentionnés, figurent Dosso Dossi, Giovanni Gerolamo Savoldo, Romanino, Giovanni Cariani, Le Pordenone et Pâris Bordone.

## Postérité

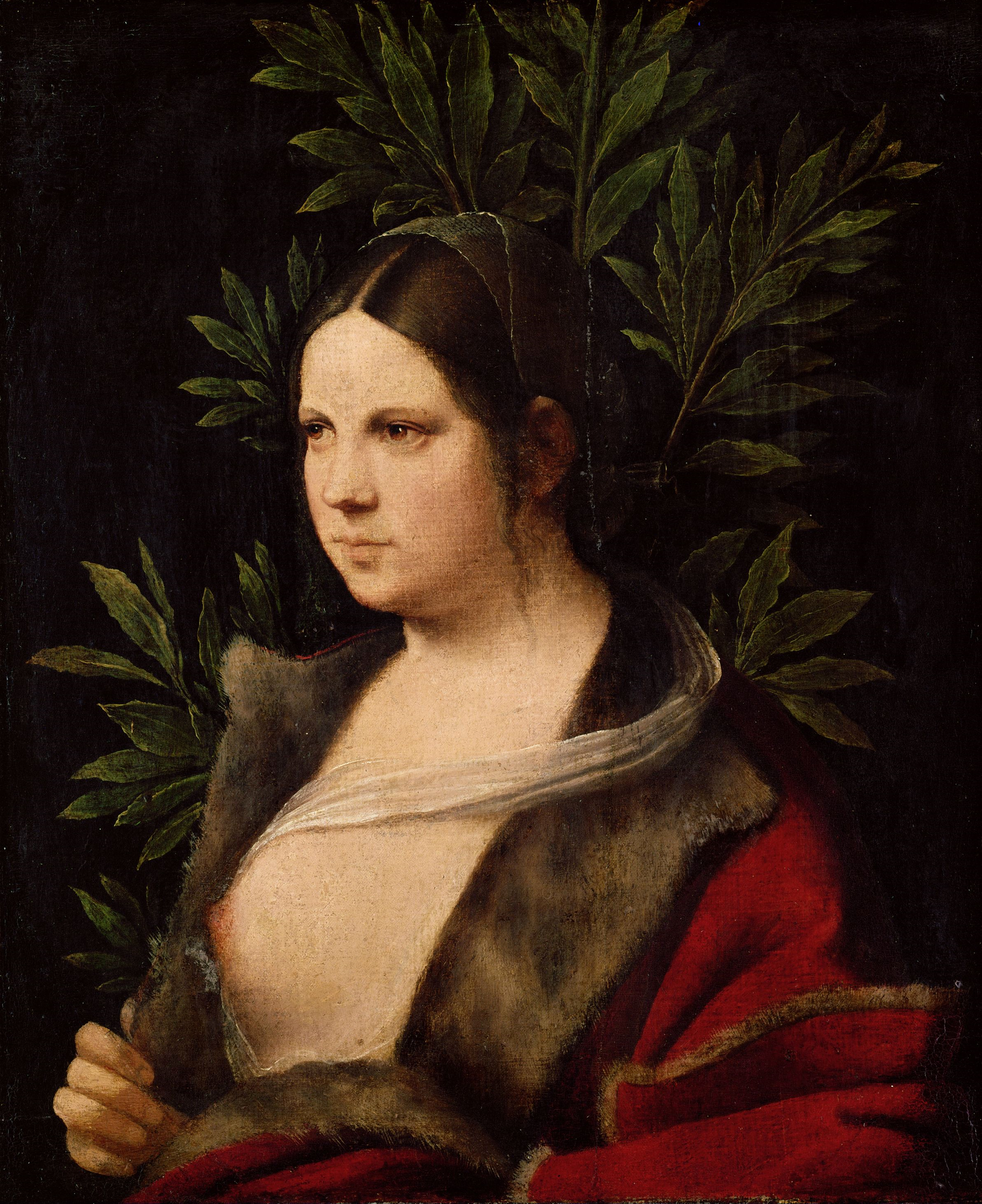
Laura.

Les quelques informations connues sur Giorgione proviennent des Nouvelles des Peintres écrites entre 1525 et 1543 par Marcantonio Michiel, mais publiées seulement en 1800, et des Vies de Vasari. Michiel avait une prédilection pour Giorgione parmi les artistes vénitiens, tout comme Pierre l'Arétin, grand admirateur du colorisme, le louait. Vasari était, à l'inverse, un promoteur passionné de la « primauté du dessin » florentine, mais il reconnaissait Giorgione comme un maître parmi les concepteurs de la « maniera moderna », fournissant des informations importantes sur lui, bien que contradictoires.
Giorgione est mentionné parmi les plus grands peintres de son temps dans le Dialogue sur la peinture (1548) de Paolo Pino, dans le cadre d'une tentative de médiation entre l'école toscane et l'école vénitienne. Baldassare Castiglione, dans  Le Livre du courtisan, nomme Giorgione parmi les « plus excellents » peintres de son temps, avec Léonard de Vinci, Michel-Ange, Andrea Mantegna et Raphael.
Au XVIIe siècle, les œuvres de Giorgione ont été reproduites et imitées par Pietro della Vecchia, qui a souvent transmis des œuvres qui ont ensuite été perdues. Parmi les grands admirateurs de son art, l'archiduc Léopold-Guillaume de Habsbourg prédomine, qui en vint à collectionner treize de ses œuvres, aujourd'hui en grande partie au Musée d'Histoire de l'art de Vienne.
Au XVIIIe siècle, quand Anton Maria Zanetti reproduisit les fresques du Fontego dei Tedeschi dans des gravures, savants et écrivains préférèrent le côté pastoral dans l'art du peintre, en phase avec les thèmes arcadiens de l'époque. Des aspects de ce genre ont également été approfondis au XIXe siècle, lorsque l'accent a été mis avant tout sur le contenu émotionnel de ses œuvres.

## Apports
Giorgione innove dans la peinture vénitienne du début du XVIe siècle en y introduisant quatre nouveaux aspects : le sujet laïque, de petites dimensions, pour les particuliers et les collectionneurs ; le clair-obscur à la progression d'une infinie délicatesse et à la palette très évocatrice ; le nu ; les paysages peints pour eux-mêmes. Il crée le style du siècle nouveau et exerce une forte influence sur Bellini.
Il produit les premiers tableaux conçus et réalisés pour des commanditaires privés, qui sont aussi les premiers collectionneurs de peinture contemporaine. La Tempête est le premier tableau de la peinture occidentale où le paysage occupe une telle place comparativement à l'espace réservé aux figures. Il introduit de nouveaux effets avec une peinture opaque, très riche en pigments, et fondue insensiblement, comme un sfumato modulé dans la matière et par taches ou frottis du pinceau sur une préparation sombre. Les dessins sous-jacents, qui apparaissent dans les radiographies des peintures, parfois se superposent ou témoignent d'une première disposition des éléments du tableau. Ces dessins n'ont pas été systématiquement suivis par une mise en couleurs comme l'auraient fait les contemporains du jeune Giorgione, bien au contraire, la peinture opaque lui permet de recomposer son projet initial, de suivre une évolution plus naturelle du tableau, de dessiner en peignant.

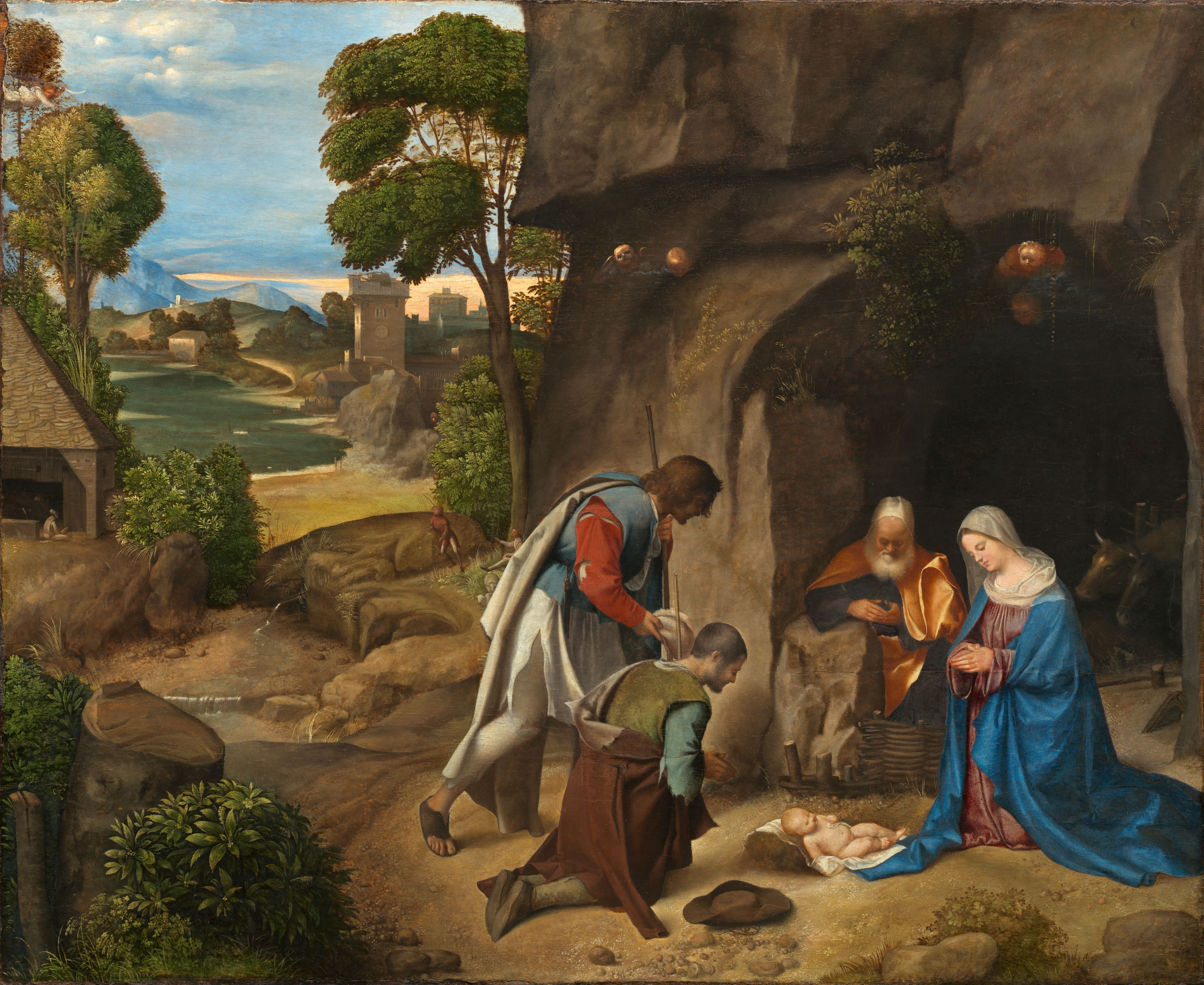
L'Adoration des bergers Allendale, v. 1500, bois,. National Gallery of Art, Washington D.C..

Dans L'Adoration des bergers (ou Nativité Allendale) (v. 1500), il introduit plusieurs innovations. D'abord un format modeste correspondant à un tableau destiné à la dévotion privée, alors que ce thème était traditionnellement traité sur des retables, ou en tout cas de grands formats en raison de leur usage pour de vastes assemblées. Ensuite il décentre le sujet principal sur la droite au profit des bergers, lesquels ressemblent plutôt à des personnes pour lesquelles la grâce et des mœurs cultivées sont le comportement naturel. Enfin, et surtout, le paysage occupe un espace considérable : c'est l'occasion de donner forme à tout un courant littéraire, bucolique, qui va de Filenio Gallo (it), Giovanni Badoer (it) à Pizio da Montevarchi (it), et du Songe de Poliphile (1499) à L'Arcadie de Jacopo Sannazaro (1502).
Dans le retable de Castelfranco (vers 1502), sa peinture marque un écart dans l'art vénitien, avec les saints curieusement introvertis et des modulations sensibles de couleur comme un voile unifiant la peinture. C'est aussi, le dernier tableau à sujet traditionnel que Giorgione réalise, se consacrant ensuite à des portraits individualisés et à des sujets peu ou jamais traités.
Ces tableaux sont peints avec de minuscules taches de couleur, ou plutôt de subtiles touches de peinture opaque, technique que Giorgione a introduite dans la peinture à l'huile. Celles-ci ont donné à ses  œuvres une lumière modulée en surface dans la matière colorée. Alors qu'avant lui, la lumière venait du fond de la peinture préparée en blanc, sa préparation est soigneusement poncée afin de permettre le dépôt de très fines couches de peinture, quasi transparentes, dans les zones les plus lumineuses. Avec cette peinture opaque, des retouches pouvaient non seulement permettre d'effectuer des modifications très importantes au cours de la réalisation, mais aussi d'apporter la lumière par des couleurs claires, en faisant surgir les figures du fond sombre, comme le préconisait Léonard de Vinci.
Giorgione a une nouvelle approche de la nature, le paysage et les figures sont cohérents. Ainsi, dans Les Trois Philosophes, il n'y a pas de rupture d'échelle entre les arches du rocher, le hommes ou les plantes : l'atmosphère les enveloppe pareillement. De même, les nus n'étaient pas rares à l'époque, mais celui de la Vénus est inhabituel : son sommeil paisible sépare complètement la déesse du monde du spectateur et la timidité qu'on trouve plus tard dans la Vénus d'Urbin du Titien est absente.

## Problématique des attributions
Les attributions des œuvres de la main de Giorgione commencèrent peu de temps après sa mort, lorsque certaines de ses peintures ont été achevées par d'autres artistes. Sa réputation considérable a également conduit à des allégations d'attribution erronées très tôt. La documentation concernant les peintures de cette période se rapporte principalement aux grandes commandes pour l'Église ou le gouvernement ; les petits panneaux domestiques, qui composent l'essentiel de l'œuvre de Giorgione, sont toujours beaucoup moins susceptibles d'être enregistrés. D'autres artistes ont continué à travailler dans son style pendant quelques années, et probablement vers le milieu du siècle, des travaux délibérément trompeurs ont été réalisés.

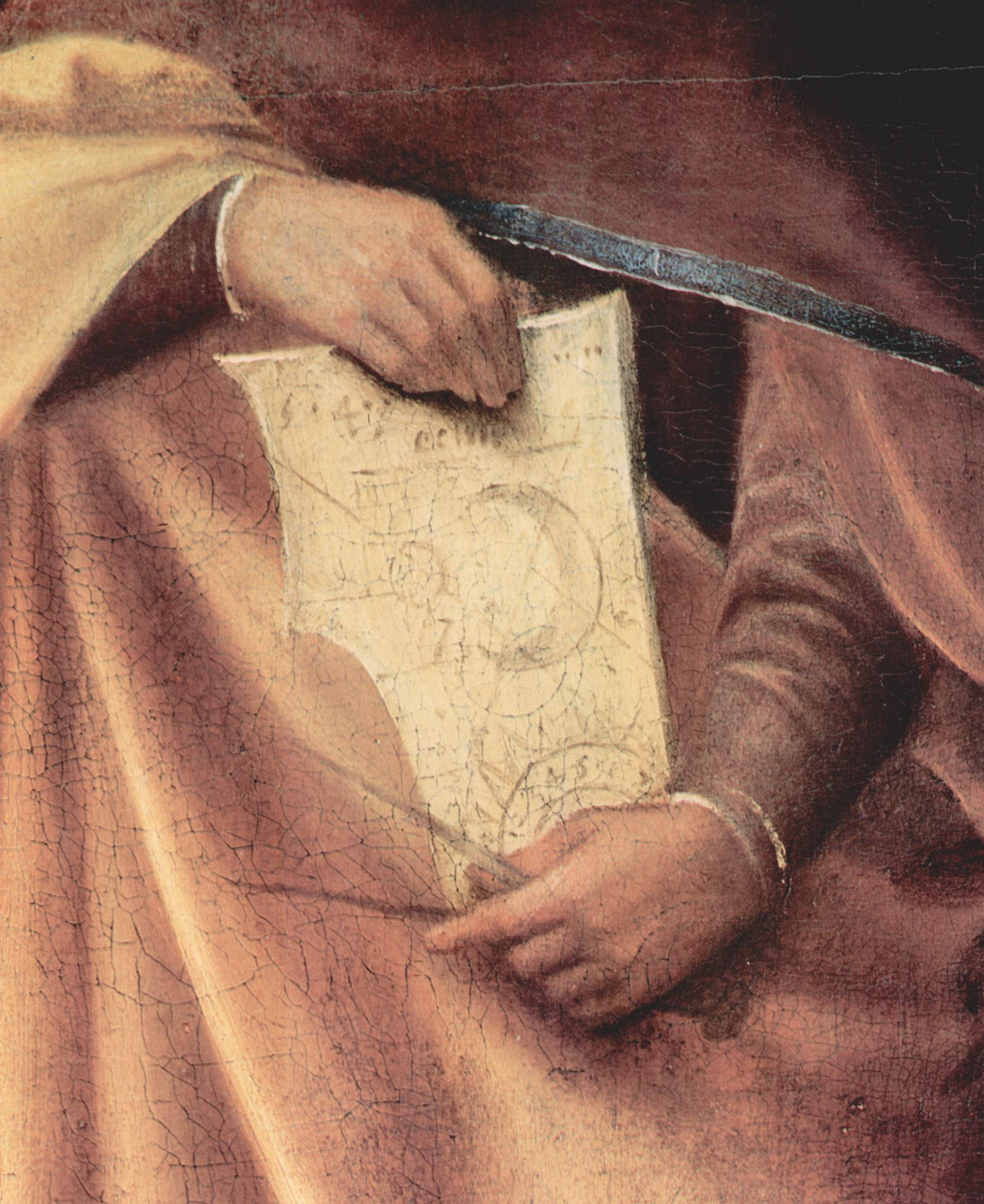
Les Trois Philosophes, détail.

La documentation principale pour les attributions concernant Giorgione provient du collectionneur vénitien Marcantonio Michiel. Dans des notes datant 1525-1543, il identifie douze tableaux et un dessin de l'artiste, dont seuls cinq des tableaux sont identifiés à la quasi-unanimité par les historiens de l'art : La Tempête, Les Trois Philosophes, Vénus endormie, Garçon avec une Flèche et le Berger à la flûte (tous n'acceptent pas ce dernier comme étant de Giorgione). Michiel décrit les Philosophes comme ayant été achevés par Sebastiano del Piombo, et la Vénus par Titien (il est maintenant généralement admis que celui-ci a peint le paysage). Certains historiens de l'art récents impliquent également Titien dans Les Trois Philosophes. La Tempête est donc la seule œuvre du groupe universellement acceptée comme entièrement de Giorgione. Bien qu'il en soit fait mention la première fois qu'en 1648, le retable de Castelfranco a rarement, voire jamais, été mis en doute, pas plus que les fragments de fresques détruits de l'entrepôt allemand. La Laura de Vienne est la seule œuvre comportant son nom et la date (1506), au dos et pas nécessairement de sa main propre, mais semble appartenir à la période. Les premières paires de peintures des Offices sont généralement aussi acceptées.
Après cela, les choses se compliquent, comme en témoigne Vasari. Dans la première édition des Vies (1550), il attribue un Christ portant la croix à Giorgione ; dans la deuxième édition achevée en 1568, il en attribue la paternité à Giorgione dans sa biographie, imprimée en 1565, et à Titien dans la sienne, imprimée en 1567. Il avait visité Venise entre ces deux dates et peut avoir obtenu des informations différentes. L'incertitude dans la distinction entre la peinture de Giorgione et celle du jeune Titien est plus apparente dans le cas du Concert champêtre du Louvre (ou Fête champêtre), décrit en 2003 comme « peut-être l'attribution la plus controversée de tout l'art de la Renaissance italienne », problématique  qui concerne un grand nombre de peintures des dernières années du peintre.

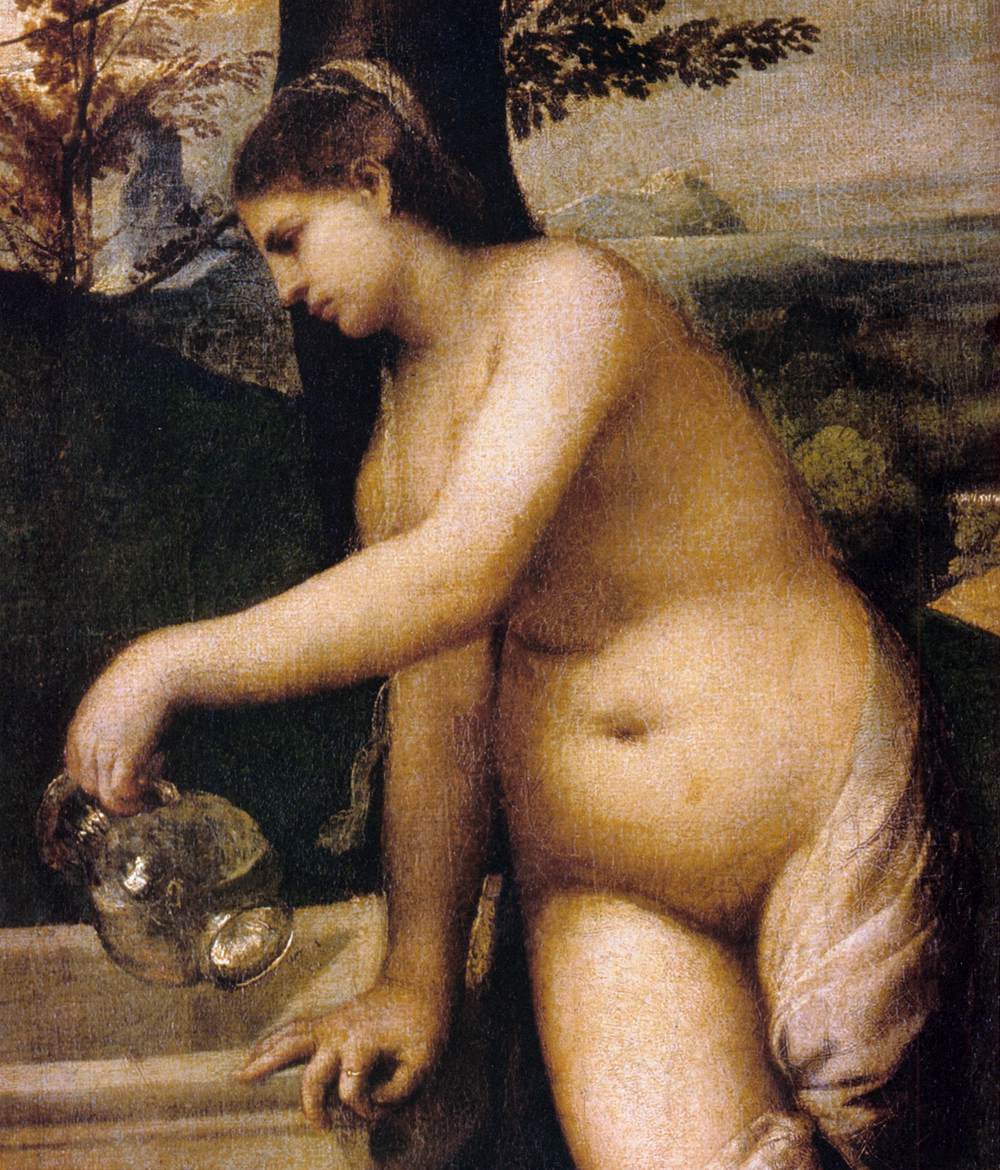
Concert champêtre, détail.

Le Concert champêtre fait partie d'un petit groupe de peintures, dont la Vierge à l'Enfant avec saint Antoine et saint Roch au Musée du Prado qui sont de style très proche et, selon Charles Hope, ont été « de plus en plus fréquemment attribué à Titien, non pas tant à cause d'une ressemblance très convaincante avec ses premières œuvres incontestées - ce qui aurait sûrement été noté auparavant - que parce qu'il semblait un candidat moins invraisemblable que Giorgione. Mais personne n'a été capable de créer une chronologie cohérente des premières œuvres de Titien qui inclut celles-ci d'une manière qui suscite un soutien général et corresponde aux faits connus de sa carrière. Une proposition alternative consiste à attribuer le Concert champêtre et les autres tableaux similaires à un troisième artiste, le très obscur Domenico Mancini. ». Alors que Joseph Archer Crowe et Giovanni Battista Cavalcaselle considéraient le Concert du palais Pitti comme le chef-d'œuvre de Giorgione mais ont désattribué le Concert du Louvre, Lermolieff a rétabli le Concert champêtre et a affirmé à la place que le Concert Pitti était de Titien.
Le Concert et le Concert champêtre diffèrent en tout, mais ont en commun deux musiciens qui se regardent avec une intimité pleine de tendresse et obsédante. Ce regard est l'un des procédés favoris du Titien qui se retrouve dans presque toutes ses compositions, religieuses ou laïques. C'est pour lui une façon de donner sa cohésion à un tableau ; à l'inverse les œuvres de Giorgione reconnues évitent ce lien entre les figures. Les femmes du Concert champêtre ressemblent beaucoup à celles de Giorgione, mais le paysage et le coup de pinceau sont plus proches du Titien. Linda Murray suggère que l'œuvre a pu être commencée par Giorgione avant sa mort et achevée par Titien.
Giulio Campagnola, bien connu comme le graveur qui a traduit le style giorgionesque en estampes de vieux maître, mais dont aucune des peintures n'est identifiée avec certitude, est aussi parfois également pris en considération.
À une période antérieure dans la courte carrière de Giorgione, un groupe de peintures est parfois décrit comme le « groupe Allendale », d'après la Nativité d'Allendale (ou plus correctement, l'Adoration des bergers d'Allendale) à la National Gallery of Art de Washington. Ce groupe comprend un autre tableau de Washington, la Sainte Famille, et un panneau de prédelle avec l'Adoration des mages à la National Gallery. Ce groupe, maintenant souvent élargi pour intégrer une Adoration des bergers très similaire à Vienne, est généralement inclus (de plus en plus) ou exclus de l'œuvre de Giorgione. Ironiquement, la Nativité d'Allendale a provoqué la rupture dans les années 1930 entre Joseph Duveen, qui l'a vendue à Samuel Henry Kress en tant que de Giorgione, et son expert Bernard Berenson, qui a insisté sur le fait qu'il s'agissait d'un premier Titien. Berenson avait joué un rôle important dans la réduction du catalogue Giorgione, reconnaissant moins de vingt tableaux.
Les choses sont encore plus compliquées car aucun dessin ne peut être identifié avec certitude comme de Giorgione (bien qu'un à Rotterdam soit largement accepté), et un certain nombre d'aspects des arguments permettant la définition du style tardif de Giorgione nécessitent des dessins.
Bien qu'il ait été très apprécié par tous les écrivains contemporains et qu'il soit resté un grand nom en Italie, Giorgione est devenu moins connu du monde entier et nombre de ses (probables) peintures ont été attribuées à d'autres. La Judith du musée de l'Ermitage, par exemple, fut longtemps considérée comme un Raphaël, et la Vénus de Dresde comme un Titien.
À la fin du XIXe siècle, un grand renouveau de Giorgione a commencé, et la mode s'est renversée. Malgré plus d'un siècle de différends, la controverse reste active. Un grand nombre de tableaux attribués à Giorgione il y a un siècle, en particulier des portraits, sont désormais fermement exclus de son catalogue, mais le débat est, pour le moins, plus féroce aujourd'hui qu'alors. Les batailles se livrent sur deux fronts : les peintures avec personnages et paysages, et les portraits. Selon David Rosand en 1997, « la situation a été jetée dans une nouvelle confusion critique par la révision radicale du corpus par Alessandro Ballarin. . . [Catalogue d'exposition de Paris, 1993, l'augmentant] ... ainsi que Mauro Lucco . . . [Livre de Milan, 1996]. ». Les récentes expositions majeures à Vienne et Venise en 2004 et à Washington en 2006, ont donné aux historiens de l'art de nouvelles occasions de voir côte à côte des œuvres contestées.
Malgré tout la situation reste confuse ; en 2012, Charles Hope s'est plaint : « En fait, il n'y a que trois peintures connues aujourd'hui pour lesquelles il existe des preuves précoces claires et crédibles qu'elles sont de lui. Malgré cela, il est aujourd'hui généralement crédité de vingt à quarante tableaux. Mais la plupart d'entre eux… ne ressemblent en rien aux trois qui viennent d'être mentionnés. Certains d'entre eux pourraient être de Giorgione, mais dans la plupart des cas, il n'y a aucun moyen de le dire. ».

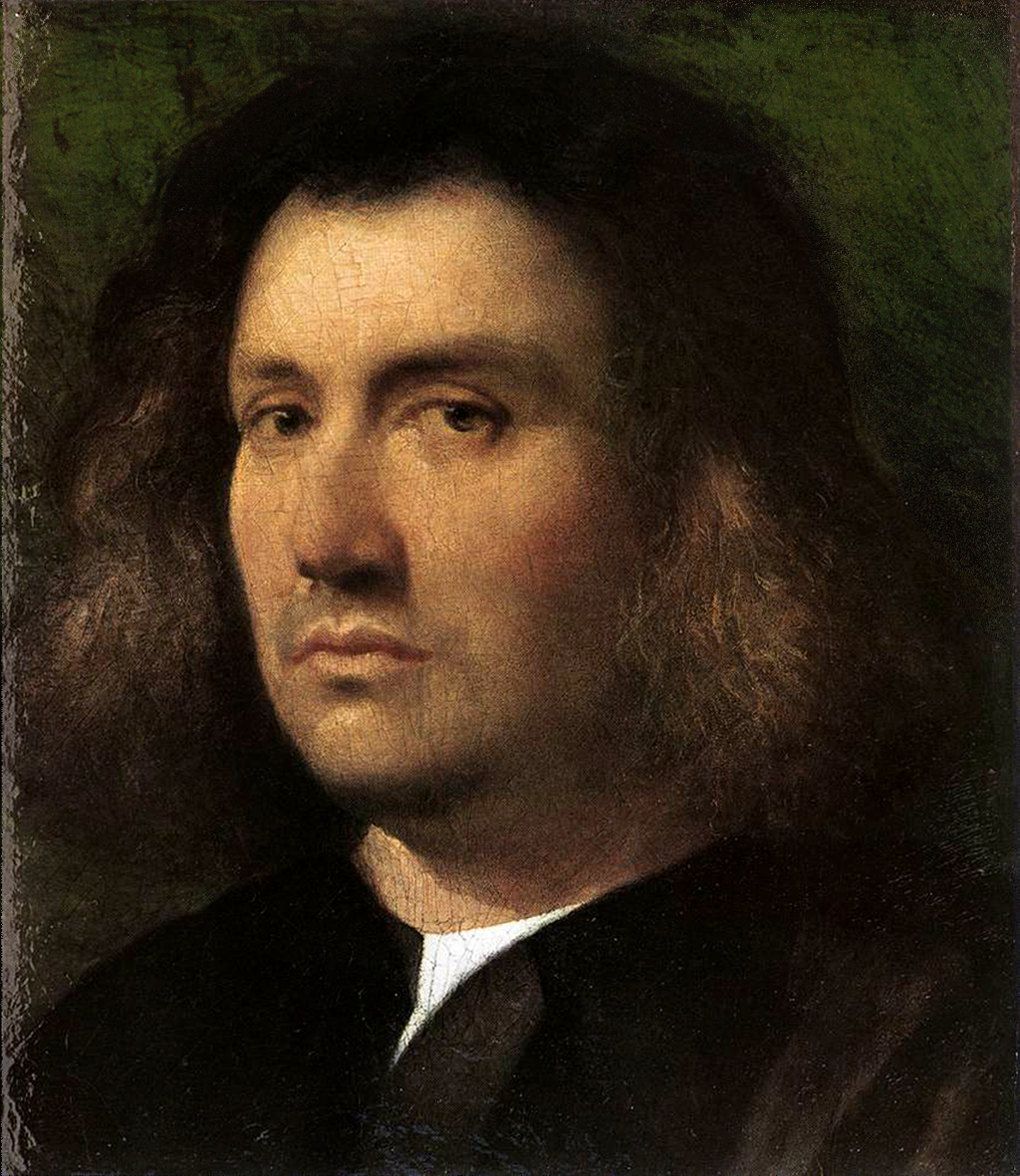
Portrait d'homme (Terris), peuplier 29 × 26 cm. San Diego Museum of Art
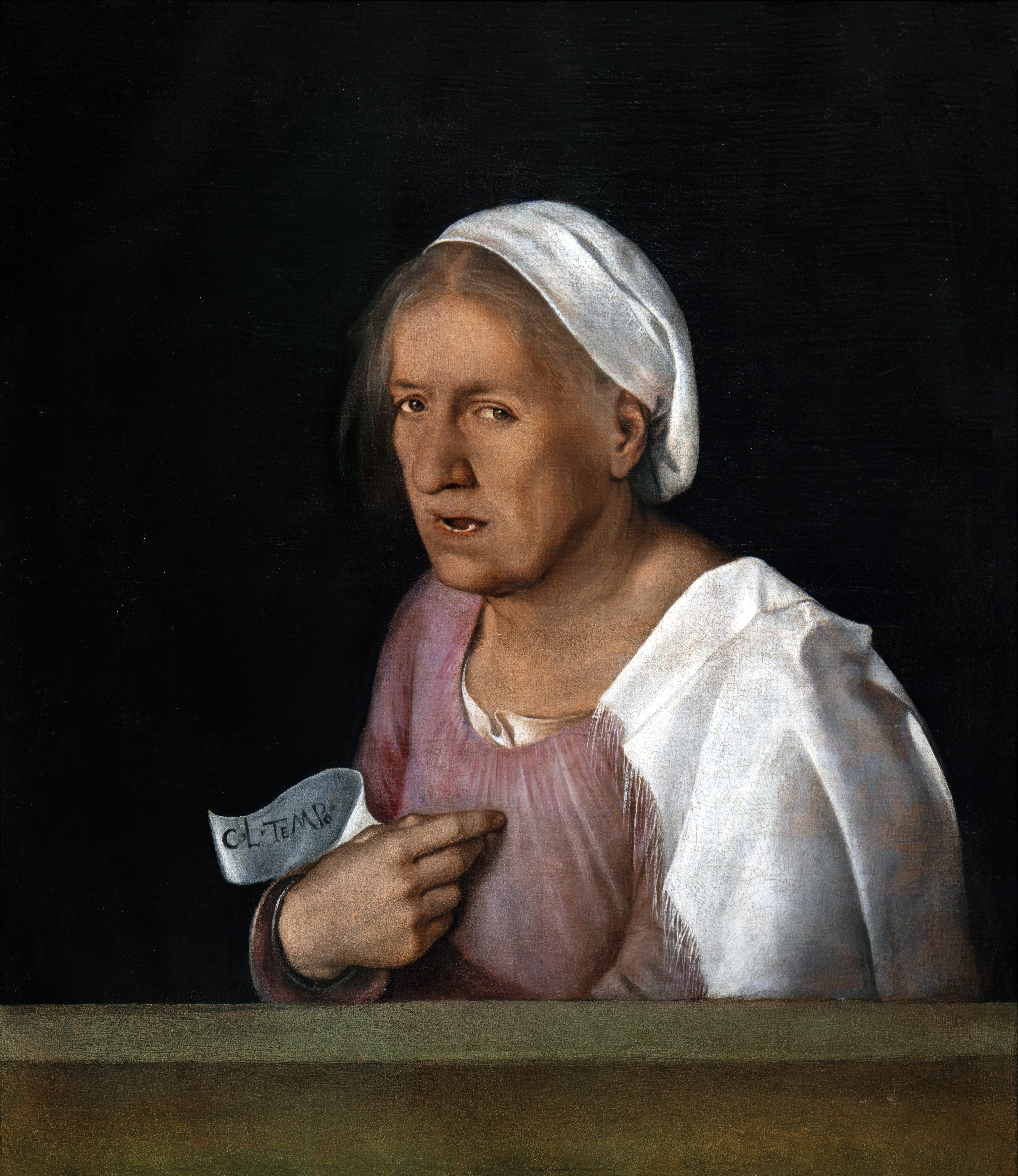
La Vecchia ou La  Vieille, toile de lin 68 × 59 cm. Gallerie dell'Accademia de Venise
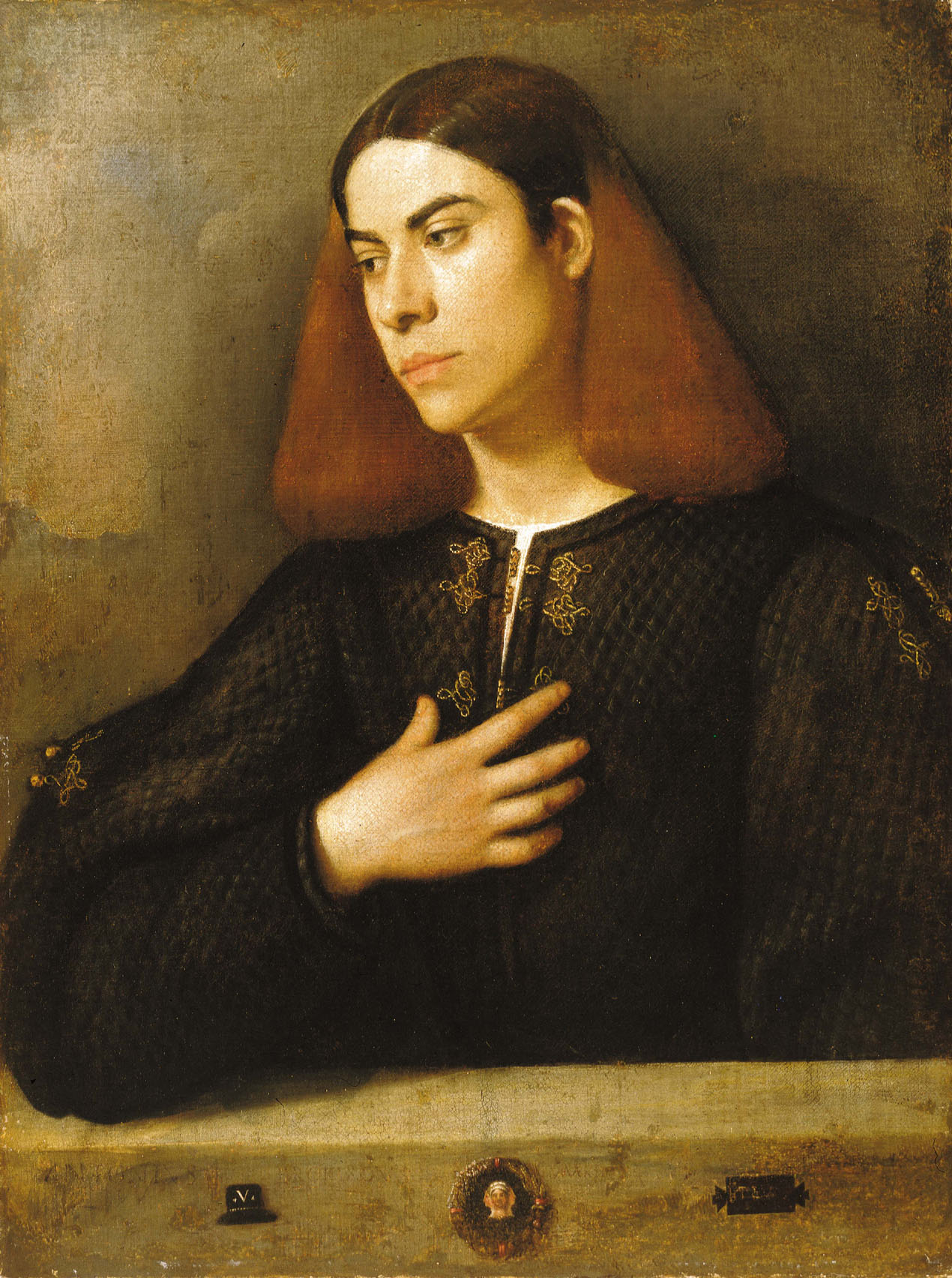
Portrait de jeune homme, toile 72,5 × 54 cm. Musée des beaux-arts de Budapest

Les attributions à Giorgione dépendent de quatre critères:
- L'atmosphère : il faut ce sentiment de communication entre l'homme et la nature, ce quasi-mysticisme du retable de Castelfranco ou de Ia Vénus.
- La palette : Vasari écrit que Giorgione introduisit à Venise « une manière en harmonie et un certain éclat de la couleur ». Cette palette doit posséder émotion, richesse, vibration, autant dans les transitions des gris vers les crèmes que dans les passages de couleur éclatante.
- Le contenu : il est rarement simple et doit comporter une trace de mystère, un refus de caractérisation évidente, notamment dans les portraits ; dans les sujets d'imagination, l'équivoque est totale.
- Les formes : les têtes de Giorgione sont plutôt rondes avec des mentons bien arrondis, des nez droits et des lèvres supérieures fines ; les traits denses, un peu plébéiens de Laura reviennent souvent, même dans le retable de Castelfranco et la Vénus, mais sont plus idéalisés dans la Tempête, la Madone d'Oxford ou celle de l'Adoration des bergers d'Allendale[64].

Le portrait de Berlin et le Berger à la flûte considéré comme un original très endommagé, sont tous deux acceptés car il y apparait le traitement sensible et délicat tenu comme marque de l'artiste. La Judith est aussi généralement acceptée aujourd'hui du fait de l'étonnante palette flamboyante, du détachement plein de sensibilité et de l'absence délibérée des aspects les plus spectaculaires du sujet. La palette de la Femme adultère, aux attitudes énergiques vues sous un angle trop inhabituel pour s'accorder au mystère et à la retenue typiques des autres œuvres de Giorgione, a une palette, bien que surprenante, un peu trop vive, et fait penser à un disciple hardi plutôt qu'au maître.

## Œuvres qui lui sont attribuées
- Extraits du catalogue raisonné des œuvres attribuées à Giorgione (sans les attributions controversées ni les copies) et suivant l'ordre retenu.

Attention : toutes les datations approximatives ici proposées ne font pas l'unanimité, les attributions non plus. Seules dix peintures sont reconnues unanimement en décembre 2024.

### En Italie
- L'épreuve du feu de Moïse (1500-1501), huile sur panneau, 89 × 72 cm, Galerie des Offices, Florence
- Le Jugement de Salomon (1500-1501) huile sur panneau, 89 × 72 cm, Galerie des Offices, Florence, pendant du précédent
- Les Trois âges de l'homme (ou L'Éducation du jeune Marc Aurèle), huile sur panneau, 62 × 77 cm, Galerie Palatine, palais Pitti, Florence[72]
- Portrait d'un homme en armure avec son page (autrefois : Portrait du Gattamelata), huile sur toile, 62 × 77 cm, Galerie des Offices, Florence. Attribué à divers peintres dont Giorgione et Cavazzola[72]
- David et Judith, Montagnana, Duomo, fresque (1501-1502)
- Retable de Castelfranco ( La Vierge en trône entre saint François et saint Georges ou Pala Costanzo) (1502) Duomo de Castelfranco Veneto, huile sur panneau, 200 × 152 cm
- Double portrait, Rome, Musée du Palazzo Venezia, (vers 1502-1510)
- La Tempête, Venise, Gallerie dell'Accademia, huile, 83 × 73 cm (v. 1507)
- La Vecchia ou La Vieille, Venise, Gallerie dell'Accademia, huile, 68 × 59 cm (v. 1507)
- Le Christ portant la croix (vers1506), huile sur toile 70 × 100 cm, Scuola Grande di San Rocco
- La Femme dénudée (1508) fresque, Gallerie dell'Accademia de Venise

### En Europe
- La Vierge à l'Enfant dans un paysage, Saint-Pétersbourg, musée de l'Ermitage, huile sur panneau, 44 × 36,5 cm (1498-1500)
- Élie dans le désert, Rotterdam, musée Boijmans Van Beuningen, sanguine sur carton, 20,3 × 29 cm (1501-1502)
- Judith, Saint-Pétersbourg, musée de l'Ermitage, huile sur toile, 144 × 66,5 cm (1502)
- Portrait de jeune homme (Giustiniani), Berlin, Staatliche Museum, huile, 58 × 46 cm (1503-1504)
- Adoration des mages, Londres, National Gallery, toile, 29 × 81 cm (1503-1504)
- Les Trois Philosophes, Vienne, musée d'histoire de l'art, huile, 123,5 × 144,5 cm (1504-1505)
- Portrait de jeune mariée (Laura), Vienne, musée d'histoire de l'art, huile marouflée sur toile, 41 × 33,6 cm (1506) (autographe au verso)
- Paysage avec saint Roch, saint Georges et saint Antoine (dit Il tramonto ou Le Coucher de soleil) (1506-1510) huile sur toile, 73 × 91 cm, National Gallery, Londres[73]
- Vénus endormie, Dresde, Gemäldegalerie, huile, 108 × 175 cm (1507)
- Garçon à la flèche, Vienne, musée d'histoire de l'art (1507-1508)
- Portrait d'homme en arme, Vienne, huile sur toile (1508-1510)
- Le Berger à la flûte, château de Hampton Court, Royal Collection (1508-1510)
- Autoportrait en David, musée Herzog Anton Ulrich, Brunswick, huile, 52 × 43 cm (1509-1510)
- Autoportrait, huile, Musée des beaux-arts de Budapest (1510)
- Portrait de jeune homme (parfois identifié par erreur avec Antonio Broccardo), huile sur toile, 72 × 54 cm, Musée des beaux-arts de Budapest
- Le Concert champêtre, Paris, musée du Louvre, huile sur toile, 110 × 138 cm (v. 1510-1511). Attribué à Titien jeune, en 1993[74]
- Portrait de Giovanni Borgherini et de Trifone Gabriele, 1509-10, huile sur toile, 91,5 × 67 cm. Munich, Alte Pinakothek (reconnue unanimement en décembre 2024)[75]

### Aux États-Unis
- Portait d'un gentilhomme vénitien, Washington, National Gallery of Art, huile sur toile, 76,2 × 63,5 cm, (v.1510), en collaboration avec Le Titien
- Sainte famille Benson, Washington, National Gallery of Art, huile sur toile, 37,3 × 45,5 cm (1503-1504)
- L'Adoration des bergers, Washington, National Gallery of Art, huile sur toile, 91 × 111 cm (1504-1505)
- Giovani Borgherini avec un maître astrologue, Washington, National Gallery of Art, huile sur toile, 47 × 60,7 cm (1505-1506)
- Portrait de gentilhomme Terris, San Diego (Californie), musée d'art de San Diego (1508-1510)

## Exposition du Museo Casa Giorgione
À l'occasion du 500e anniversaire de la mort de Giorgione, s'est tenue, du 12 décembre 2009 au 11 avril 2010, date anniversaire de sa mort, au Museo Casa Giorgione à Castelfranco Veneto, une exposition exceptionnelle pour laquelle 46 musées du monde entier ont prêté des œuvres, dont 16 qui lui sont attribuées : le musée du Louvre, la National Gallery de Londres, le Musée de l'Ermitage de Saint-Pétersbourg, le musée des Offices de Florence, les Gallerie dell'Accademia de Venise, dont La Tempête. Sont également présentées dans cette exposition des œuvres de peintres que Giorgione a connus : Giovanni Bellini, Albrecht Dürer, Titien, Raphaël, Lorenzo Costa, Cima da Conegliano, Palma le Vieux, Le Pérugin…

## Hommage
- (316138) Giorgione, astéroïde nommé en hommage.